# Lycée de jeunes filles
En France, un lycée de jeunes filles était un établissement public d'enseignement secondaire. Institués par la loi Camille Sée de 1880, les lycées publics de jeunes filles ont existé jusqu'aux années 1960 avant que la mixité ne se généralisât dans tous les lycées de garçons comme de filles qui deviennent alors des « lycées mixtes » puis des « lycées » et enfin des « lycées régionaux ».

## Historique en France

### Avant 1880

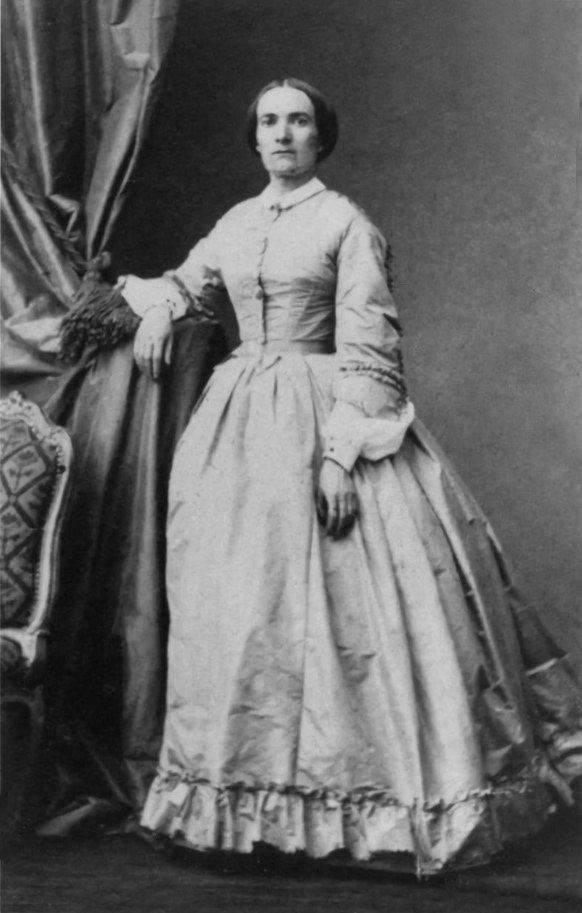
Julie-Victoire Daubié âgée de 37 ans en 1861.

Sous l’Ancien Régime, diverses institutions permettent l’éducation de jeunes filles nobles de bonnes conditions mais pauvres, comme la Maison royale de Saint-Louis, à Saint-Cyr, ou des enfants des serviteurs, dans les locaux de l’actuel lycée Hoche de Versailles. Sous le Premier Empire, la Maison d'éducation de la Légion d'honneur assure une vocation similaire.
Les lycées de garçons, institués par la loi du 1er mai 1802, sont alors les seuls établissements d'enseignement habilités à préparer leurs élèves au baccalauréat. Leur nombre passe de 36 en 1812 à 46 en 1843 puis 81 en 1868.
Les rares jeunes filles ou femmes qui désirent alors se présenter au baccalauréat doivent s'y préparer par leurs propres moyens notamment en recourant aux leçons particulières données par les enseignants hommes (professeurs agrégés, maîtres et chargés de cours) des lycées de garçons. Ne peuvent donc s'y présenter que celles manifestant de réelles aptitudes, à la volonté suffisamment affirmée et aux parents à la fois compréhensifs et fortunés. Cette situation, officiellement, durera jusqu'en 1924.
Victor Duruy, par la loi du 10 avril 1867, avait organisé des écoles primaires de filles. Par la circulaire du 30 octobre 1867, il ébauche l'enseignement secondaire féminin. Mais l'organisation des cours est laissé au bon vouloir d'initiatives privées : « Limité dans le temps et dans l’espace, cet enseignement, en tout ou partie, n’aura bénéficié au total qu’à un peu plus de 2 000 filles ».
C'est Julie-Victoire Daubié (1824-1874), de Fontenoy-le-Château, qui est la première Française à se présenter aux épreuves du baccalauréat jusque-là réservées, par l'usage, à la seule gent masculine. Elle s'inscrit à la faculté de lettres de Lyon, où elle compte de solides appuis, pour présenter les épreuves du baccalauréat. Le jury, entièrement masculin, la déclare reçue le 17 août 1861 au baccalauréat ès lettres. Elle fut également la première Française à obtenir une licence ès lettres en Sorbonne le 28 octobre 1871 alors qu'elle était une journaliste économique à la réputation depuis longtemps établie en Europe. Sa vie témoigne de son combat pour le droit de vote des femmes comme pour leur accès à l'éducation et à l'enseignement supérieur au même titre que les hommes.

### Débats sur l'instruction des jeunes filles en 1880

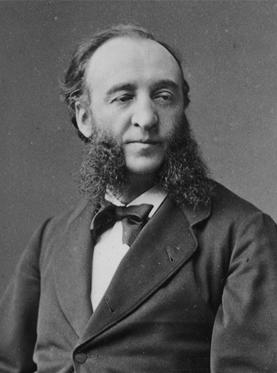
Jules Ferry

C'est après la victoire des républicains aux élections de 1879 et sous le premier ministère Jules Ferry (président du Conseil et ministre de l'Instruction publique et des Beaux-Arts) que la proposition de loi du député Camille Sée, « sur l'enseignement secondaire des jeunes filles », est discutée et amendée par la Chambre des députés et Le Sénat.
Dans l'exposé des motifs, le député Camille Sée précise ainsi sa position et celle de ses amis républicains qui font partie avec lui de l'entourage de Jules Ferry :
« […] On ne voit pas que les femmes, membres comme nous de la société politique, nos égales, puissent être laissées de côté, quand l'État fait de lourdes dépenses pour l'instruction secondaire et supérieure des garçons. […] Tant que l'éducation des femmes finira avec l'instruction primaire, il sera presque impossible de vaincre les préjugés, les superstitions, la routine. Les femmes, quoi qu'on fasse, dirigent les mœurs, et c'est par les mœurs, plus encore que par les lois, que se font les peuples. »
« […] Peu à peu l'habitude s'est introduite, parmi les jeunes filles riches, de passer l'examen d'institutrice. Elles ont leur diplôme de capacité, comme leurs frères ont leur diplôme de bachelier; et quelques-unes même, prises d'émulation passent l'examen de bachelier avec succès. »
« Il ne s'agit ni de détourner les femmes de leur véritable vocation, qui est d'élever leurs enfants et de tenir leurs ménages, ni de les transformer en savants, en bas-bleus, en ergoteuses. Il s'agit de cultiver les dons heureux que la nature leur a prodigués, pour les mettre en état de mieux remplir les devoirs sérieux que la nature leur a imposés. »
« Nous proposons de commencer par établir, dans de très grandes villes, un nombre restreint de collèges de jeunes filles. »

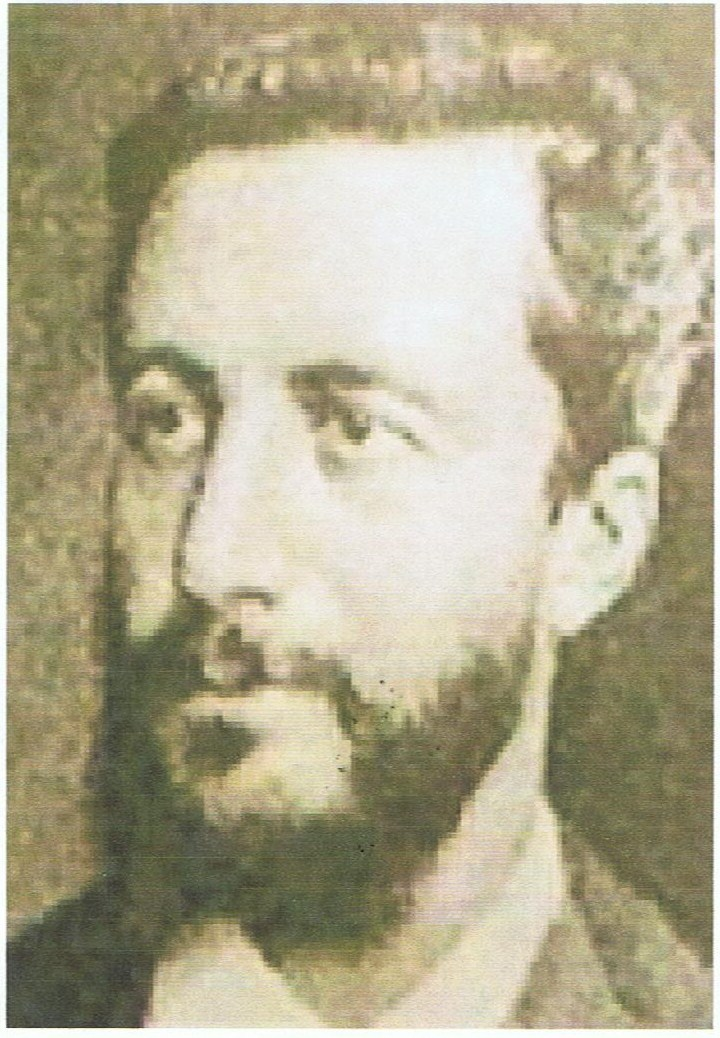
Camille Sée

Dans son rapport, présenté au nom de la commission nommée pour étudier sa proposition de loi, Camille Sée compare l'enseignement secondaire des jeunes filles en France à celle de nombreux autres pays dont certains sont en avance dans ce domaine comme les États-Unis et l'Allemagne. Et il fait notamment référence au « principe de l'égalité de l'homme et de la femme devant l'instruction »… tel qu'il est appliqué ou non aux États-Unis, en Italie, en Russie, en Hollande, en Angleterre, en Écosse, en Autriche, en Suède, en Norvège, en Grèce et en France.
Avec Jules Ferry et Camille Sée notamment, les protagonistes de cette proposition de loi de 1880 (revue et corrigée par les députés et sénateurs) ont une double volonté. D'abord, évidemment, celle de promouvoir — pour une minorité de jeunes filles notamment d'origine bourgeoise — une éducation secondaire publique et laïque mais non gratuite pour entamer le quasi-monopole qu'exerçaient jusqu'alors les établissements secondaires privés surtout religieux. Mais leur deuxième volonté est d'exclure de ces lycées publics de jeunes filles l'enseignement des langues anciennes (grec et latin). Ils expriment ainsi leur farouche opposition à ce qu'elles puissent accéder aux humanités classiques et donc au baccalauréat où une bonne connaissance du latin est indispensable même pour le baccalauréat scientifique. Ils sont donc favorables à l'instruction publique des jeunes filles à condition que celles-ci ne viennent pas concurrencer la gent masculine et notamment les hommes de la bourgeoisie dans leurs activités et professions réservées. Ces protagonistes de l'instruction publique et laïque des filles ne s'en sont d'ailleurs jamais cachés et Camille Sée, dans ses déclarations officielles, a été très clair à ce sujet. Pour commémorer le vote de sa proposition de loi, celui-ci a même fait graver une médaille sur laquelle il a fait inscrire la sentence « Virgines futuras virorum matres respublica docet » à savoir « La République instruit les jeunes filles qui seront les mères des hommes ».
Les cours sont donc différents de ceux des garçons et ne préparent pas au baccalauréat : une leçon de morale remplace la philosophie, les sciences sont à peine survolées et la littérature est expurgée. Une place importante sera en revanche donnée aux cours d'économie domestique et de couture.

### La loi dite Camille Sée du 21 décembre 1880
La loi sur l'enseignement secondaire des jeunes filles proposée par le député de la Seine Camille Sée a été promulguée le 21 décembre 1880 par le président de la République Jules Grévy et contresignée par Jules Ferry président du conseil et ministre de l'Instruction publique et des Beaux-Arts. Conformément au décret puis aux arrêtés ministériels d'application de ladite loi, notamment ceux du 14 janvier 1882 signés par le ministre Paul Bert, « les établissements publics d'instruction secondaire pour les jeunes filles sont ou des lycées de l'État ou des collèges communaux ». Dans ces lycées de jeunes filles, les élèves admises sur examen à la première des cinq années d'instruction secondaire devront être âgées au minimum de douze ans révolus. Ces cinq années d'études secondaires sont alors réparties en deux périodes. La première comprend les trois premières années dont les enseignements et les horaires sont précisés ci-après.

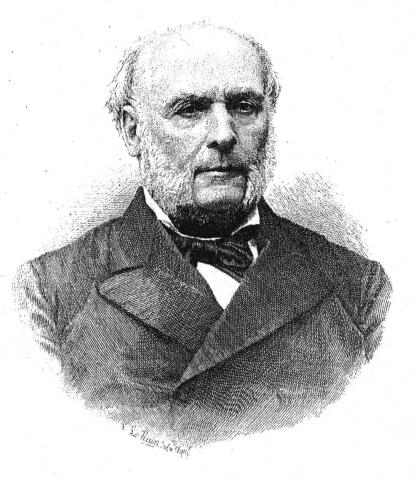
Jules Grévy

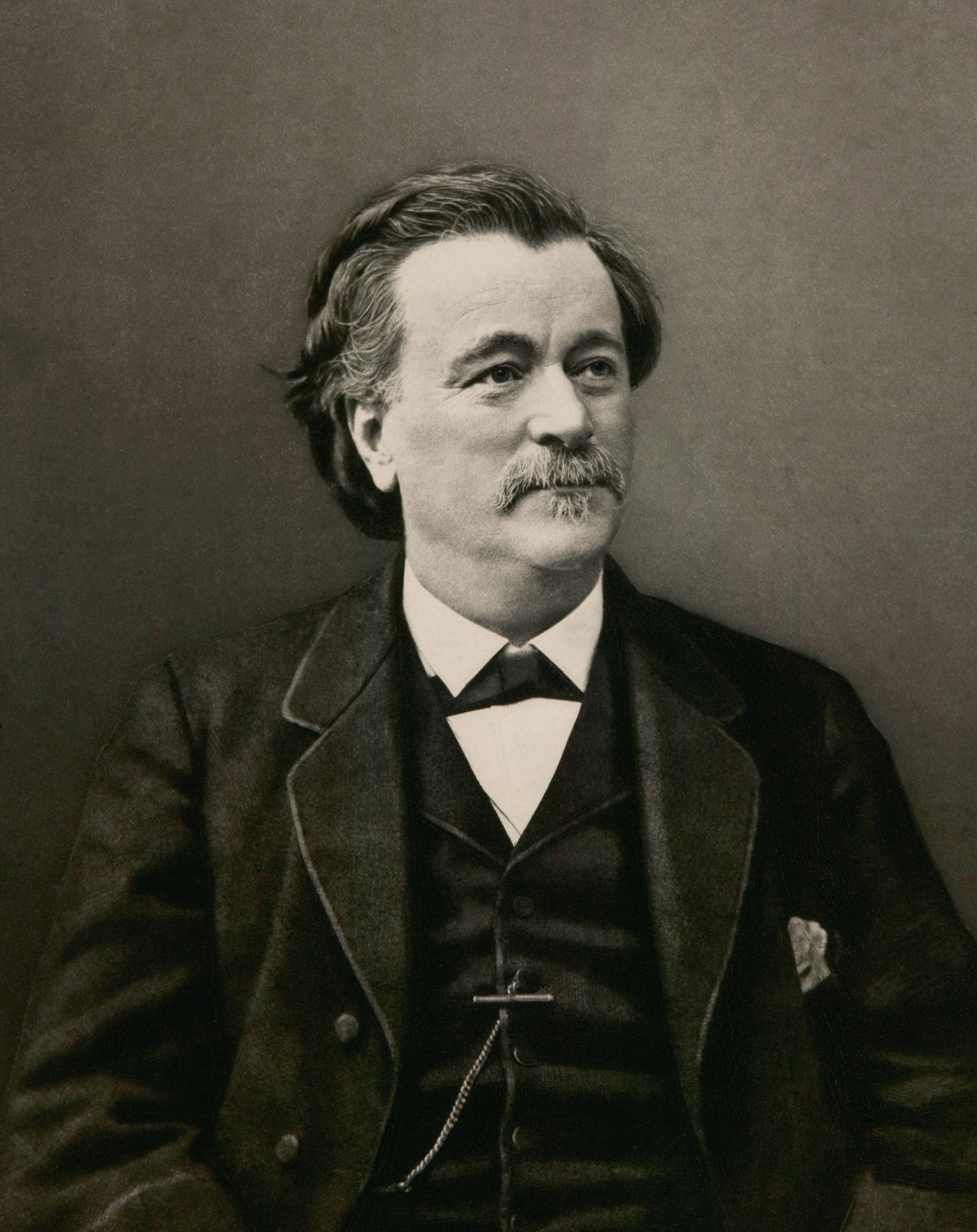
Paul Bert

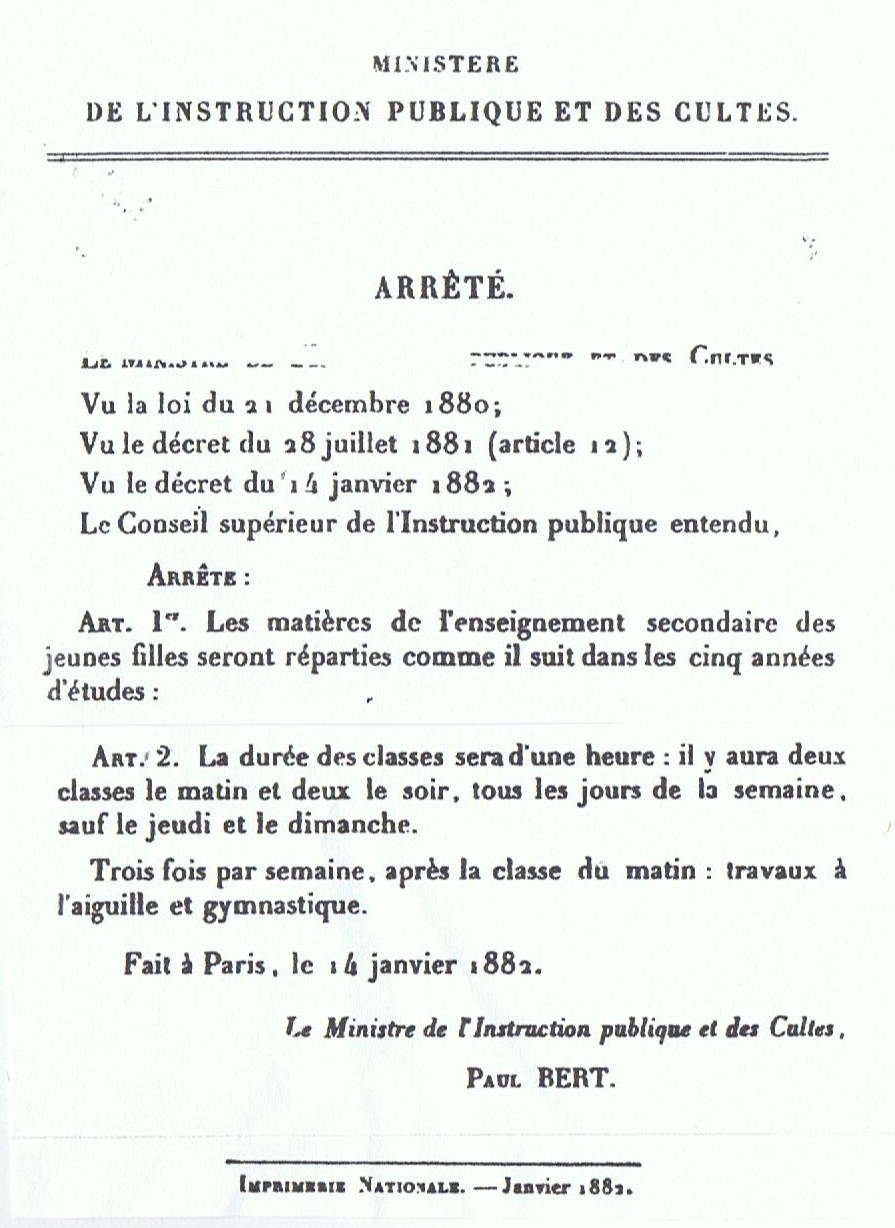
L'arrêté ministériel du 14 janvier 1882.
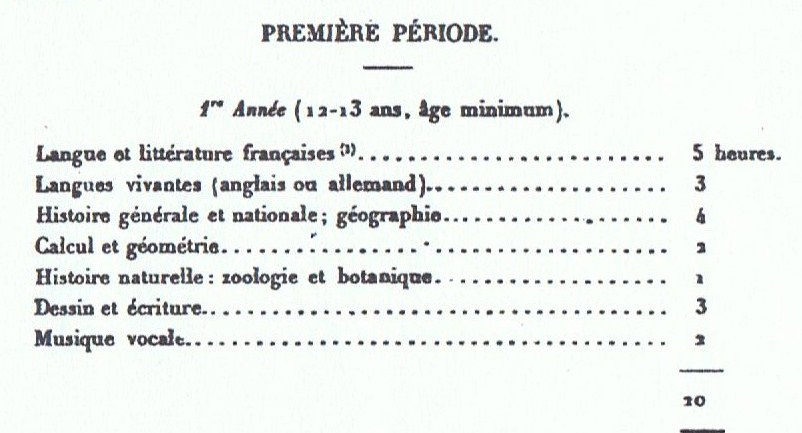
Enseignements et horaires de 1re année en 1882.
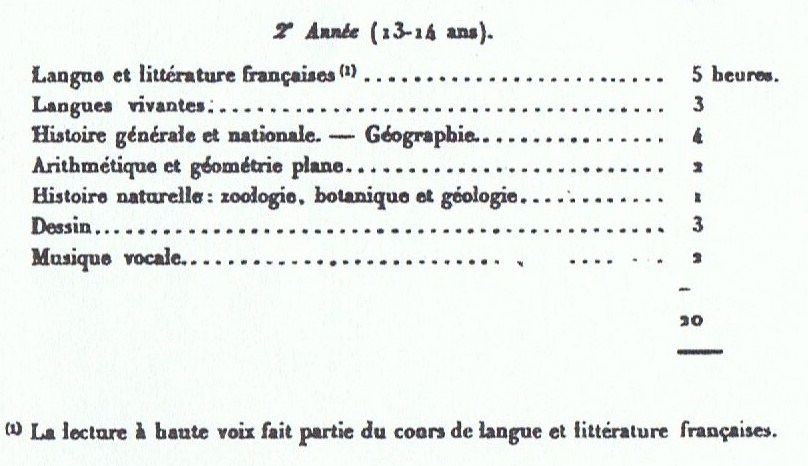
Enseignements et horaires de 2e année en 1882.
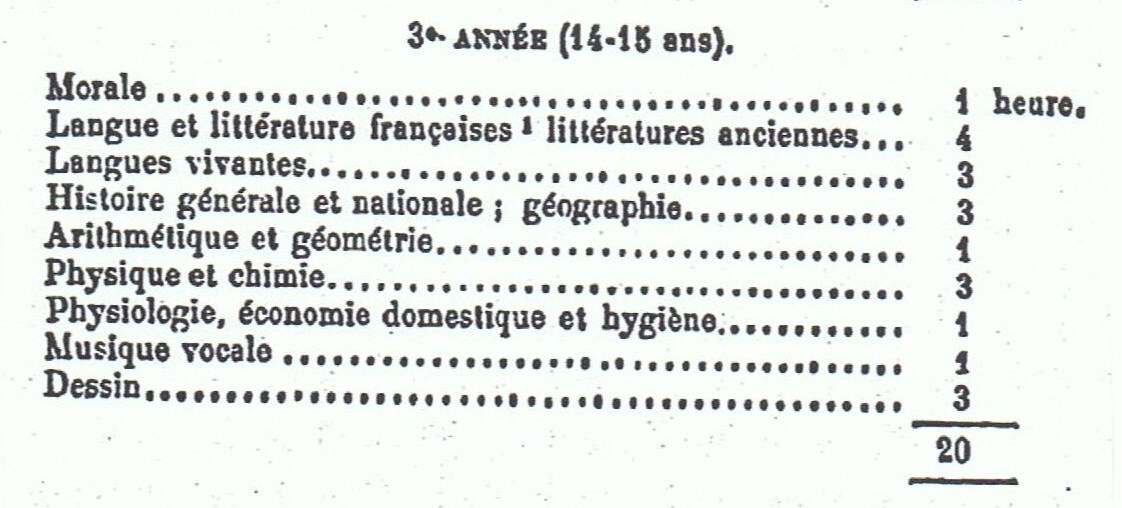
Enseignements et horaires de 3e année en 1882.

À la fin de chacune de ces deux premières années d'études, les lycéennes doivent réussir un examen de passage pour prétendre passer dans la classe supérieure. À la fin de leur troisième année, les élèves peuvent alors se présenter au « Certificat d'études secondaires » (CES) qui leur permet, pour celles qui le souhaitent, d'accéder à la classe de quatrième année.

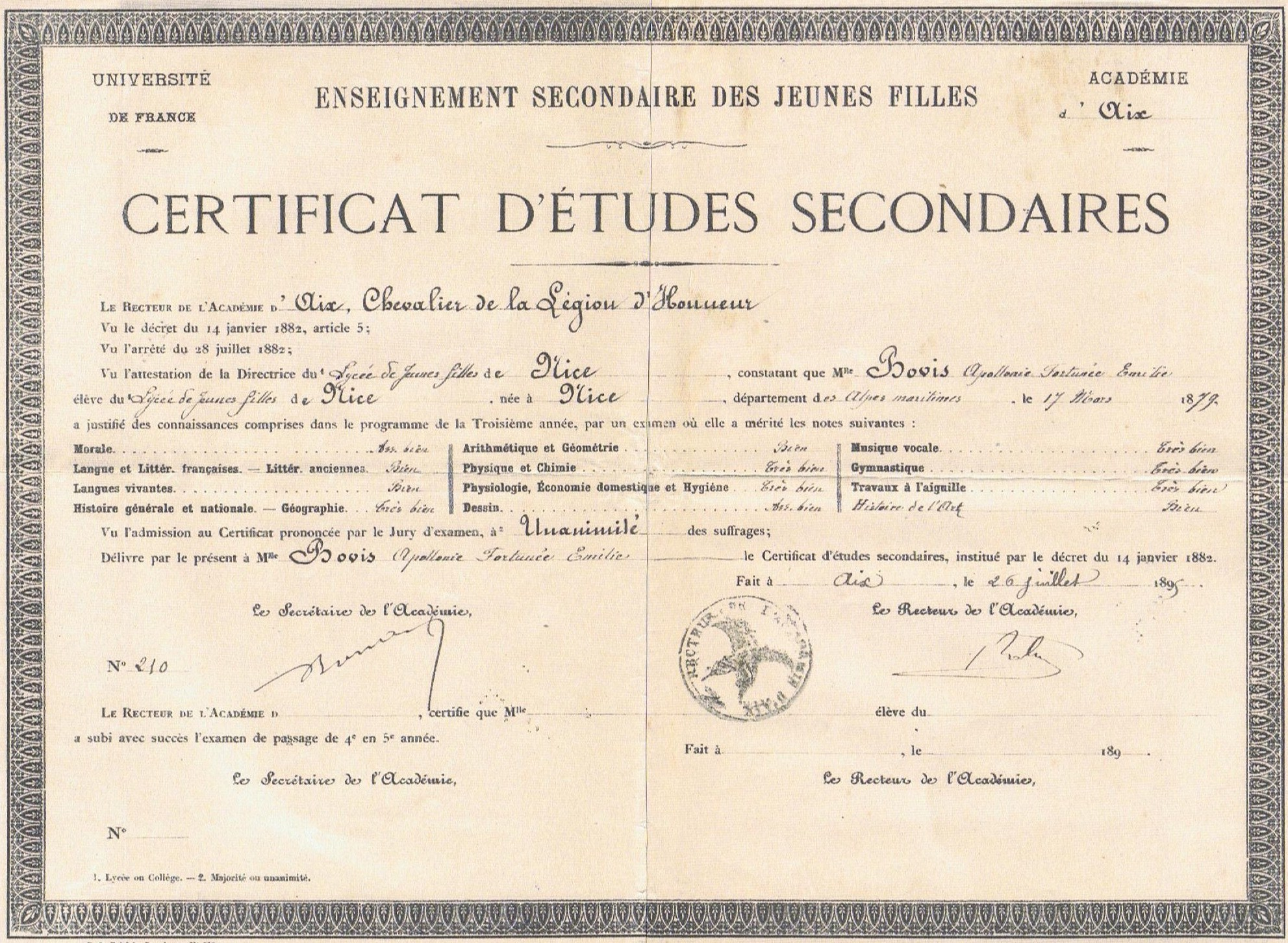
CES obtenu en 1895 par une lycéenne de 3e année alors âgée de 16 ans.
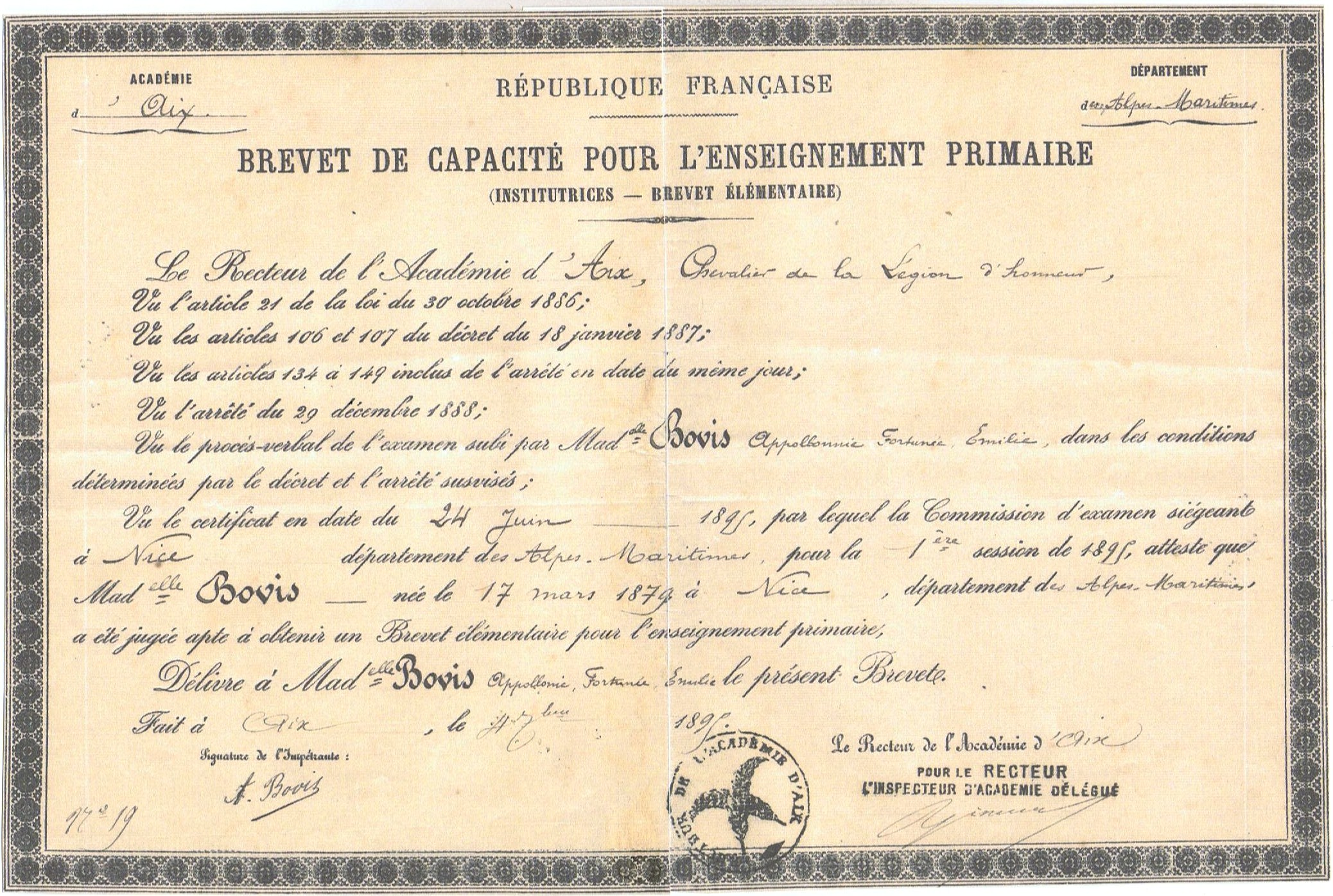
BE obtenu en 1895 par la même lycéenne de 3e année âgée de 16 ans.

En 1895, aux enseignements de troisième année précisés par l'arrêté de 1882, se sont ajoutés les enseignements de « gymnastique », de « travaux à l'aiguille » et d' « histoire de l'art » tels qu'ils sont notés ci-dessus sur le diplôme du Certificat d'études secondaires (CES) délivré en 1895. Elles ont aussi la possibilité de passer le « Brevet élémentaire » (BE) qui ressortit lui à l'enseignement primaire et qui permet alors d'y enseigner. Les jeunes filles et donc les femmes qui en sont titulaires peuvent être recrutées comme institutrices (d'abord remplaçantes) dans le public comme dans le privé voire ouvrir et diriger un cours privé par exemple de classes enfantines ou élémentaires. Et à fortiori celles qui sont titulaires du Brevet supérieur.

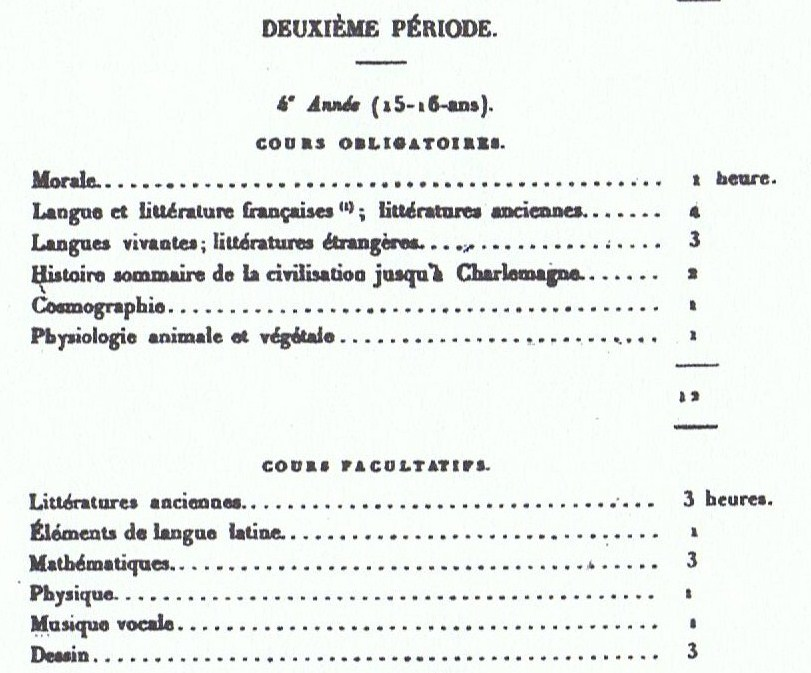
Enseignements et horaires de 4e année en 1882.
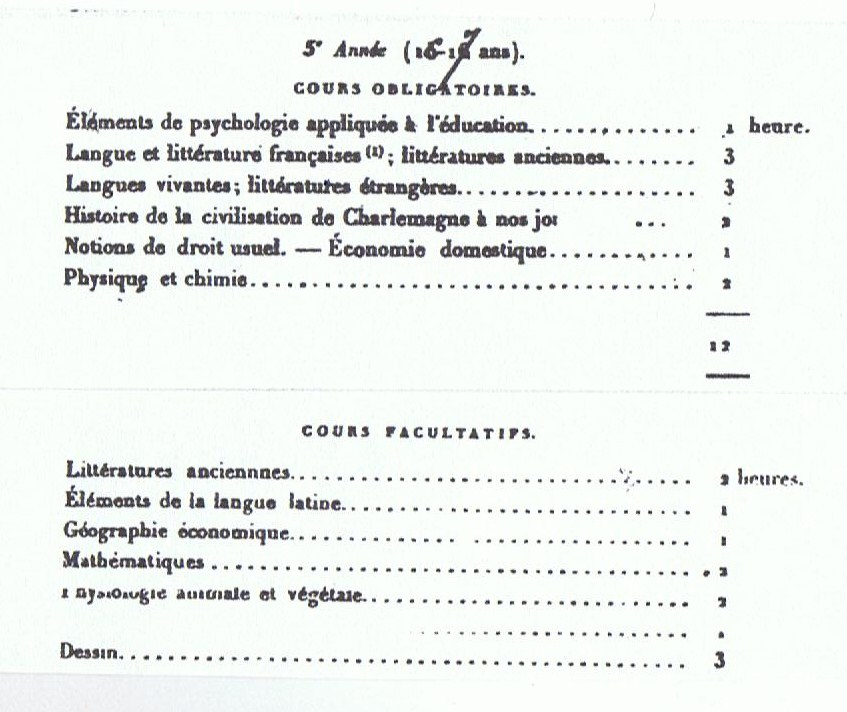
Enseignements et horaires de 5e année en 1882.
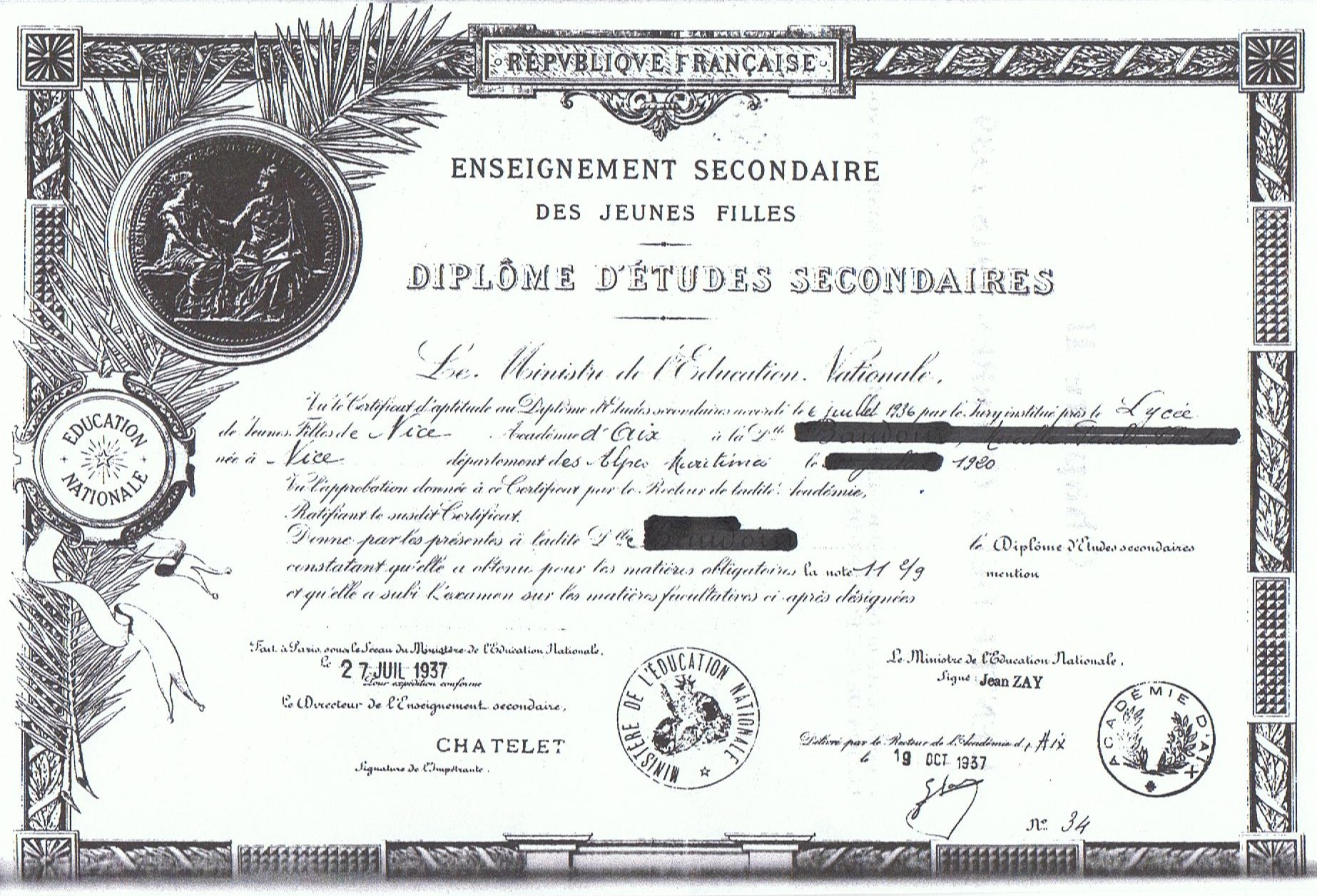
Diplôme d'études secondaires sanctionnant à l'origine la 5e année des lycées de jeunes filles.
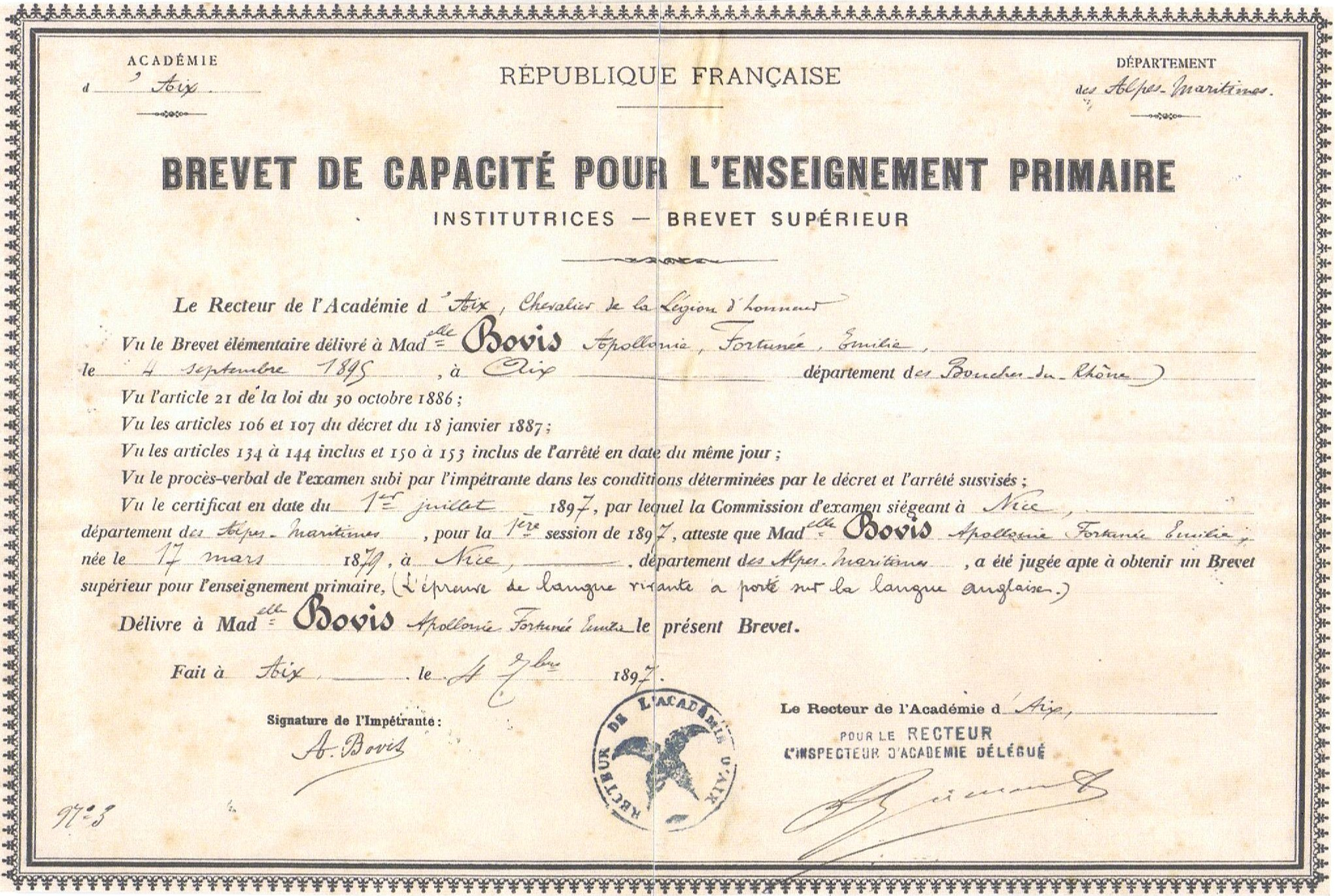
Diplôme du Brevet supérieur obtenu en 1897 à la fin de la 5e année de lycée de jeunes filles.

La seconde période comprend deux années, celle de quatrième puis celle de cinquième année à l'issue de laquelle les élèves peuvent se présenter au « Diplôme d'études secondaires » mais aussi au « Brevet supérieur » qui ressortit lui à l'enseignement primaire supérieur et permet alors aux jeunes filles d'accéder à des emplois du privé comme à ceux du public. Et, dans le public, non seulement aux postes d'institutrices (d'abord remplaçantes) puis de directrices d'école primaire élémentaire mais aussi à ceux de maîtresses de cours complémentaire ou d'École primaire supérieure (EPS) ainsi qu'à ceux de répétitrices, maîtresses de spécialité, chargées de cours ou membres du personnel administratif des lycées de jeunes filles et enfin à de nombreux postes des autres administrations recrutant par concours ou directement.
Mais le brevet supérieur ne permet pas d'accéder à la fonction de professeur des collèges et lycées de jeunes filles. En effet, il faut réussir au concours national de l'agrégation pour être nommée professeur agrégée. Et c'est pourquoi, la loi du 29 juillet 1881 a institué l'École normale supérieure de Sèvres chargée de former — promotion par promotion — la majorité des professeurs agrégées femmes enseignant dans ces lycées qui vont être créés progressivement.
En France, le tout premier lycée de jeunes filles a été créé en 1882 à Montpellier (Hérault), l'actuel lycée Clemenceau, à l'initiative de son conseil municipal et de son maire Alexandre Laissac. C'est le ministre de l'Instruction publique et des Beaux-Arts sollicité par le maire de Montpellier qui, après négociation, a signé le décret du 10 janvier 1882 portant création d'un lycée national de jeunes filles à Montpellier. Six ans plus tard, en 1888, on en compte déjà vingt-trois et, en 1893, trente six. Par ailleurs, comme les lycées de garçons, la plupart de ces lycées de jeunes filles — implantés dans les quartiers bourgeois des centres-villes — comportent des classes enfantines et des classes élémentaires (le « Petit lycée ») dont les programmes d'enseignement ne sont pas ceux des écoles primaires élémentaires publiques créées par les lois dites Jules Ferry. Classes élémentaires des lycées que deux ministres tentent vainement de supprimer : Édouard Herriot dans les années 1920 et Jean Zay ministre radical du gouvernement de Front populaire dans son projet de réforme de 1937.
En 1880-1882, les lycées de jeunes filles ont donc été organisés différemment des lycées de garçons tant en ce qui concerne leurs programmes d'enseignement (proches de ceux des écoles primaires supérieures) que leur nombre d'années d'études et les examens préparés. En effet, les lycées de jeunes filles préparent d'abord, à la fin de la première période de trois ans, au certificat d'études secondaires (CES) et éventuellement au Brevet élémentaire (BE). Puis, à la fin de la deuxième période des quatrième et cinquième années, au diplôme d'études secondaires et le plus souvent au Brevet supérieur (BS). Brevet supérieur qui est en fait le diplôme clef de voûte de l'enseignement primaire supérieur (c'est-à-dire du cursus « populaire ») préparé tant dans les cours complémentaires que dans les Écoles primaires supérieures (EPS) et dans les Écoles normales primaires. Et Brevet supérieur qui, contrairement au baccalauréat préparé dans les lycées de garçons (publics et privés), ne donne pas accès à l'université et ne permet donc pas aux lycéennes d'accéder aux classes préparatoires, aux facultés et aux grandes écoles.
Les lycées de jeunes filles ressortissent certes au cursus « bourgeois » (enseignement secondaire) par leur implantation urbaine et leur recrutement sociologique particulier mais pour partie seulement car, contrairement aux lycées de garçons, leurs enseignements et leur finalité relèvent de l'enseignement primaire et donc du cursus dit « populaire ». Par là, le législateur de l'époque a voulu empêcher les femmes qui en auraient eu la volonté comme les capacités de concurrencer les hommes dans les professions supérieures.

### Évolutions pendant la guerre de 1914-1918
Avec la guerre de 1914-1918 et la participation accrue des femmes aux activités économiques et aux emplois jusque-là réservés aux hommes, les élèves des lycées de jeunes filles sont de plus en plus nombreuses à vouloir passer les épreuves du baccalauréat, attirées par de nouvelles perspectives de carrière. Mais, excluant notamment le latin, leurs programmes d'enseignement les y préparent mal et leurs années d'études ne comprennent pas officiellement la 7e année (terminale actuelle) y préparant. De ce fait, certains lycées de jeunes filles sont alors autorisés à organiser pour leurs élèves ces enseignements qui sont alors assurés en supplément et entièrement à la charge de leurs parents. Enseignements en heures supplémentaires souvent assurés par des enseignants hommes des lycées de garçons alors autorisés à venir enseigner aux lycéennes.
Les épreuves du baccalauréat sont alors organisées en deux parties. La première normalement à la fin de la 6e année (la classe de première actuelle) avec le choix entre quatre séries : A (latin-grec), B (latin-langues vivantes), C (latin-sciences) et D (sciences-langues vivantes). La deuxième partie normalement à la fin de la 7e année (la terminale actuelle) avec deux séries. La série philosophie A (latin-grec) ou B (latin-langues) et la série mathématiques A (sciences) ou B (sciences-langues vivantes).

### Réformes de l'enseignement en 1924

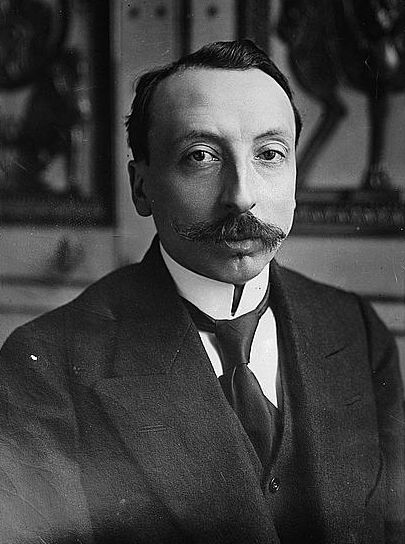
Léon Bérard.

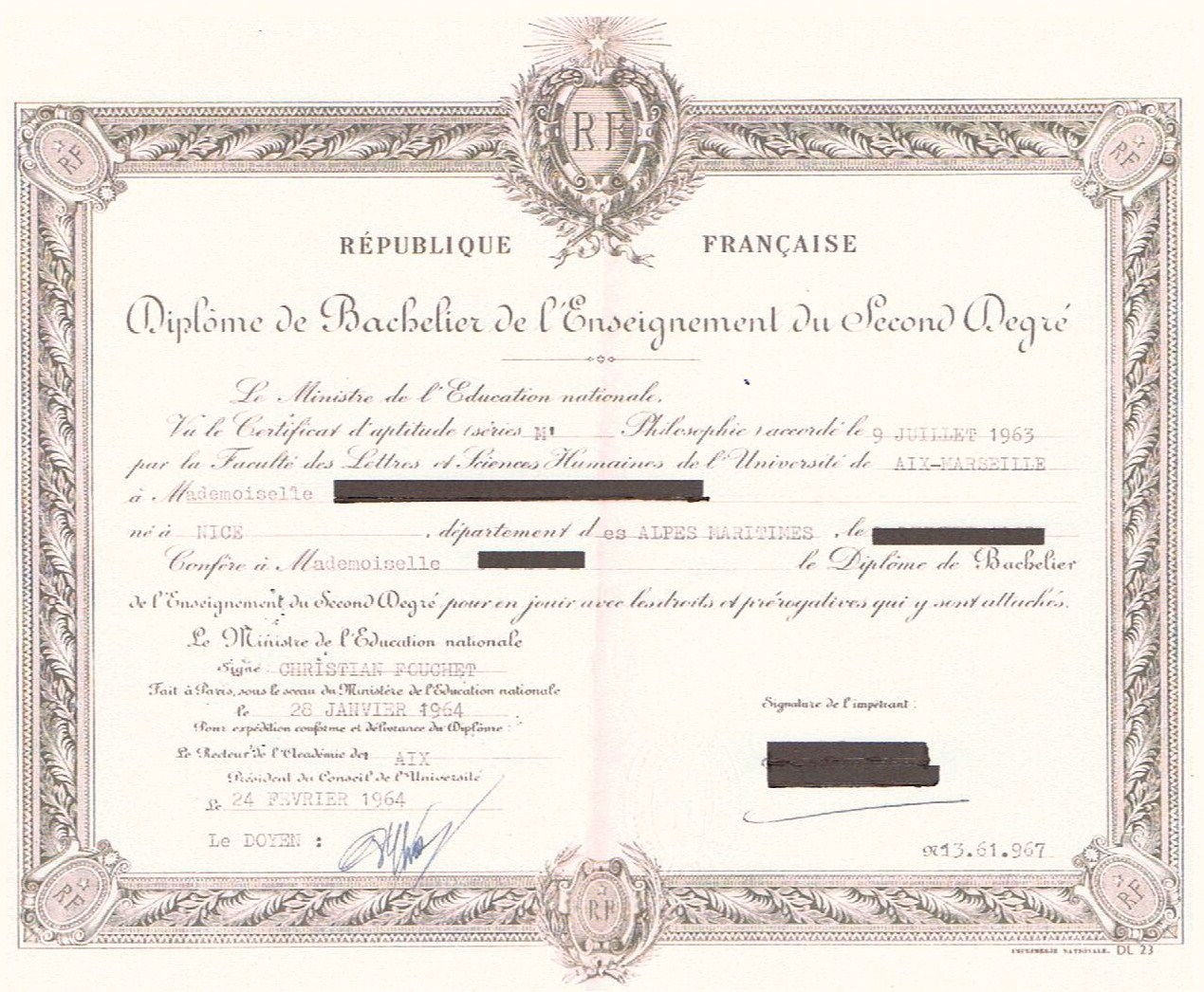
Diplôme de bachelière ès philosophie.

La réforme du 25 mars 1924 de Léon Bérard, ministre de l'Instruction publique et des Beaux-Arts, ouvre la voie à l'alignement des programmes d'enseignement des lycées de jeunes filles sur ceux des garçons. Les lycées de jeunes filles vont ainsi être autorisés à préparer officiellement le baccalauréat et donc à demander l'ouverture des classes de sixième et de septième année (terminale). Et c'est ainsi que, progressivement, leurs autorités de tutelle — conseils municipaux des villes, conseils généraux des départements, inspecteurs d'académie, préfets, recteurs d'académie et ministre de l'Instruction publique — vont arrêter les dépenses correspondant à ces ouvertures de classes et de postes pour assurer dans les lycées de jeunes filles les enseignements nécessaires à la préparation des différentes séries du baccalauréat commun aux filles et aux garçons.
Dans les lycées de jeunes filles, les enseignements relevant du secondaire vont donc passer de cinq (voire six années pour ceux qui en étaient déjà pourvus) à sept années d'études pour la préparation du baccalauréat. Ces sept années d'études vont se décomposer en deux périodes. La première période comprenant les quatre premières années qui correspondront par la suite — notamment à partir des décisions du ministre Jean Zay en 1936-37 — aux classes de la 6e à la 3e. La deuxième période comprenant, elle, les trois années suivantes qui vont alors correspondre aux classes de seconde, première et terminale.
Durant les années 1930, au niveau national, les candidates filles au baccalauréat sont encore en proportion inférieure puisqu'on compte une candidate fille seulement pour trois candidats garçons (en 1933, 3966 bachelières contre 11021 bacheliers). Les effectifs de terminale dans les lycées de garçons sont donc trois fois supérieurs à ceux des lycées de jeunes filles du fait du retard cumulé depuis 1802 par ceux-ci et non encore comblé. En revanche, par exemple dans l'académie de Rennes, pour les deux sections — philosophie et mathématiques — du baccalauréat, le taux de réussite des filles est en moyenne légèrement supérieur à celui des garçons puisqu'il fluctue de 39,7 % (en 1938) à 44,8 % (en 1933) contre 37,1 % (en 1934) à 43,4 % (en 1939) pour les garçons.

### Réformes avortées du Front populaire en 1936-1937 et du Conseil national de la Résistance à la Libération

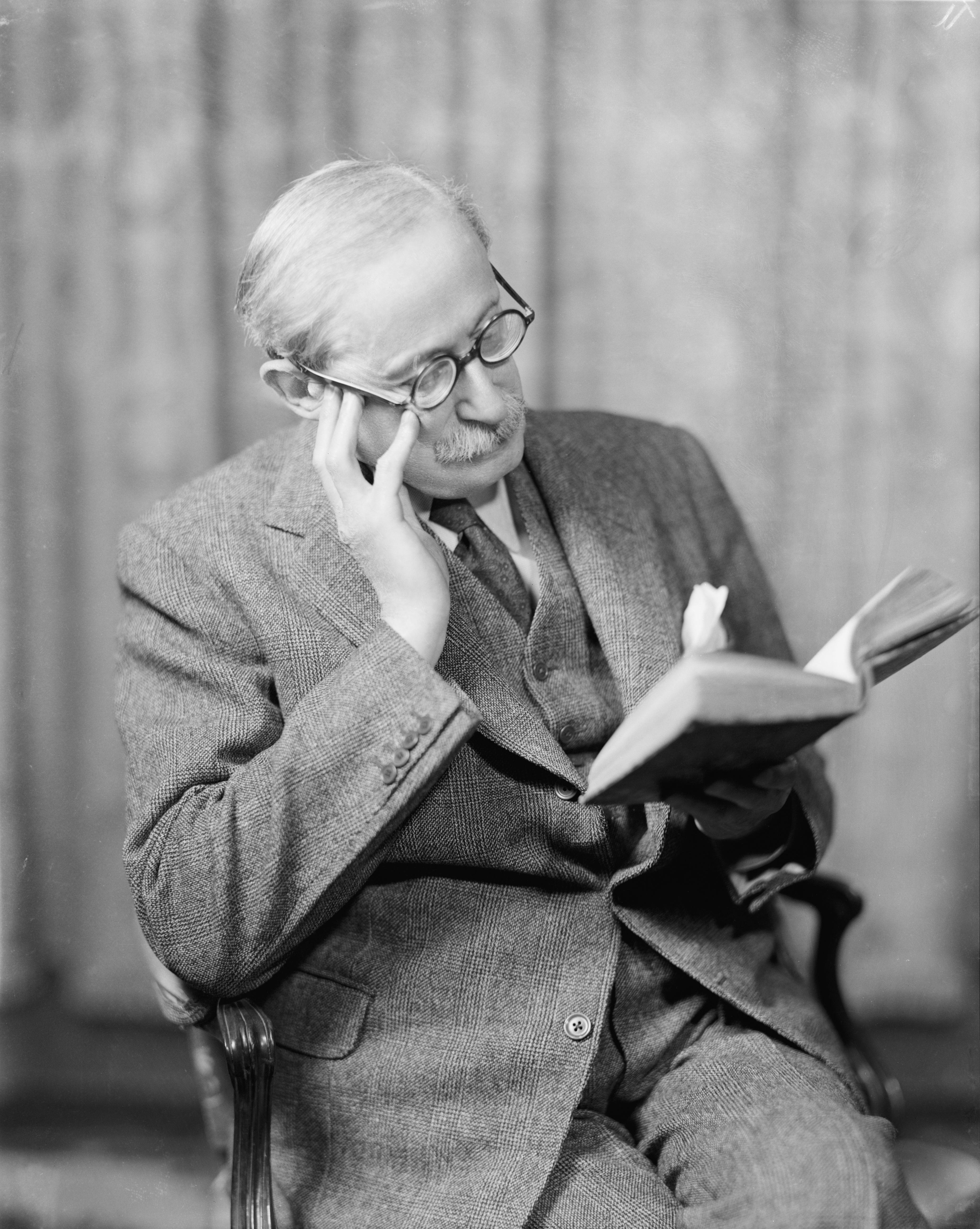
Léon Blum.

Le projet de réforme de l'enseignement du ministre Jean Zay est adopté le 2 mars 1937 par le gouvernement de Front populaire présidé par Léon Blum. Ce projet visait à démocratiser les enseignements post-élémentaires en substituant aux trois « ordres » cloisonnés existants (le primaire dit « populaire », le secondaire dit « bourgeois » et le technique-professionnel) une tout autre organisation à trois degrés successifs avec unification du primaire et constitution d'un secondaire aux programmes harmonisés et à classe préalable d'orientation pour les élèves titulaires d'un certificat d'études primaires (CEP) élémentaires rénové. Il prévoyait donc la mise en place d'un enseignement secondaire unifié et rénové à partir d'une classe de 6e d'orientation.
La réalisation de ce projet impliquait la disparition des classes enfantines et des classes élémentaires (de la 11e à la 7e) des lycées de jeunes filles. Cela aurait donc obligé, dans un premier temps, les parents des élèves normalement scolarisées au « Petit lycée » à envoyer leurs filles dans les écoles élémentaires de quartier. Et, de plus, elles auraient dû y être admises au certificat d'études primaires pour prétendre intégrer une 6e d'orientation mais pas forcément dans le lycée qu'elles auraient dû normalement fréquenter. En effet, selon les critères retenus, elles auraient pu tout aussi bien intégrer une 6e d'orientation non dans ledit lycée mais dans celle d'un cours complémentaire ou dans une école primaire supérieure puisque tous ces établissements auraient été unifiés. De plus, à l'issue de cette 6e d'orientation, elles auraient été orientées, suivant leurs capacités révélées, dans une des trois sections projetées : classique, moderne ou technique. Un diplôme d'État aurait alors sanctionné leurs quatre premières années d'études secondaires de la 6e à la 3e. Avec, pour celles l'ayant obtenu dans les sections classique et moderne, la possibilité durant les trois années suivantes — de la seconde à la terminale — de préparer le baccalauréat moderne ou classique.
Cependant, après la « révolution par la loi » des réformes dites Jules Ferry en 1879-1882 concernant les enseignements élémentaires, ce projet de nouvelle « révolution par la loi » des enseignements post-élémentaires ne put, lui, être voté par la représentation nationale. À part quelques adaptations mineures, les lycées publics de jeunes filles conservent donc alors leur mode de recrutement particulier et leur organisation qui relèvent toujours du cursus dit « bourgeois ».

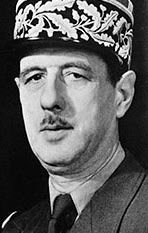
De Gaulle – France libre.

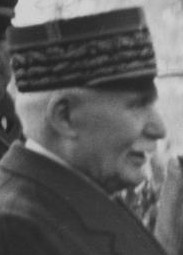
P. Pétain – État français.

Le régime de Vichy (1940 à 1944), instauré par Philippe Pétain, restaure la contribution financière (supprimée en 1933) demandée aux parents des lycéennes non boursières ce qui rétablit la sélection sociologique de leur recrutement. Il remet aussi en cause le principe de laïcité dans les lycées publics de jeunes filles où vont s'appliquer ses lois racistes et répressives tant à l'encontre des personnels que des élèves. Ayant supprimé, le 15 août 1941, et les Écoles normales primaires et le diplôme du Brevet supérieur, les élèves-maîtresses alors recrutées vont être intégrées aux classes des lycées de jeunes filles pour y préparer en trois ans le baccalauréat. Mais, dans la clandestinité, le 15 mars 1944, le Conseil national de la Résistance (CNR) adopte son programme de gouvernement incluant une grande réforme de l'enseignement. Réforme qui prévoit « la possibilité effective, pour les enfants français, de bénéficier de l'instruction et d'accéder à la culture la plus développée, afin que les fonctions les plus hautes soient réellement accessibles à tous ceux qui auront les capacités requises pour les exercer et que soit ainsi promue une élite véritable, non de naissance, mais de mérite, et constamment renouvelée par les apports populaires ».
À la Libération est donc instituée une commission de réforme de l'enseignement pour mettre en œuvre le programme du CNR.

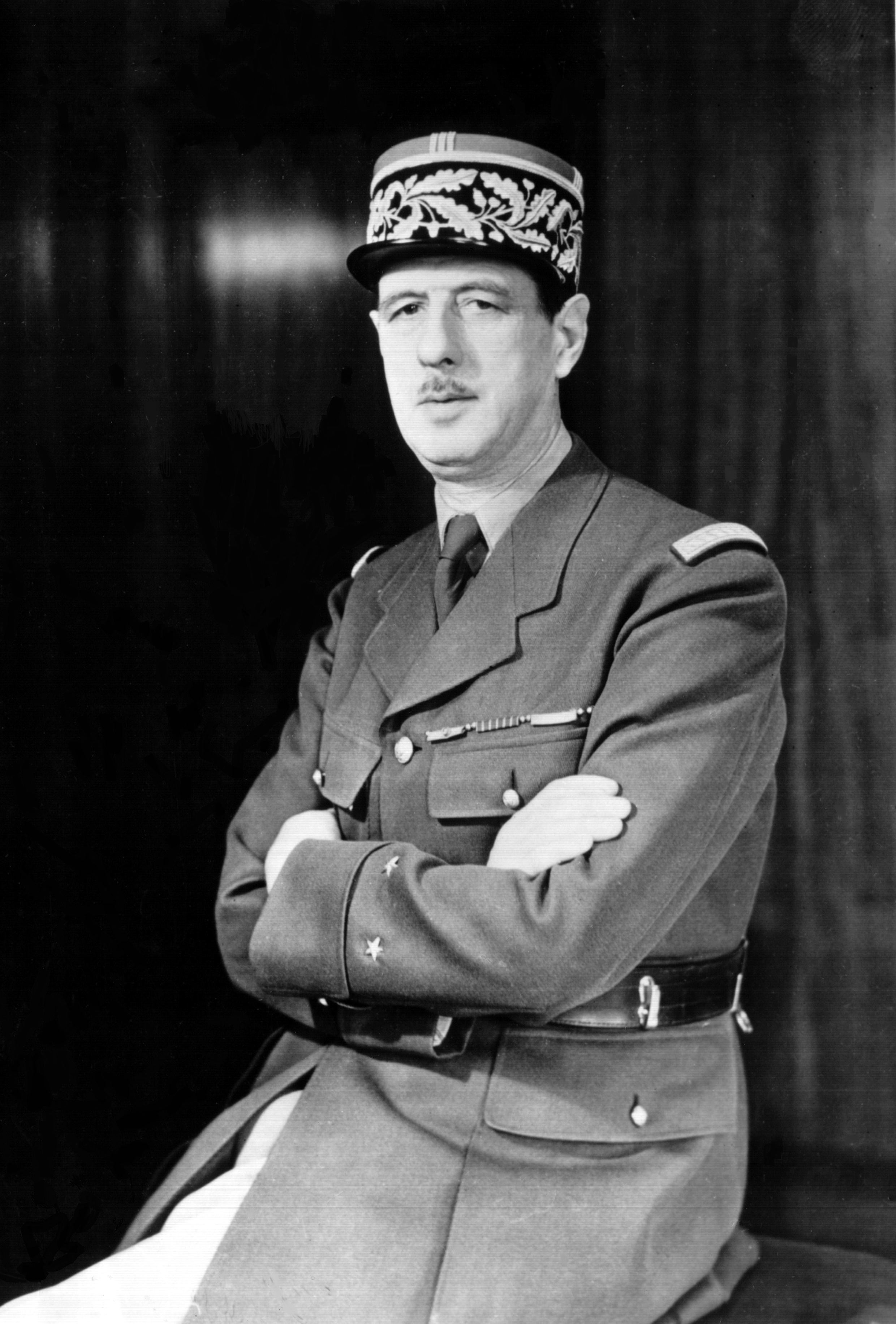
Charles de Gaulle, chef du GPRF de 1944 à 1946.
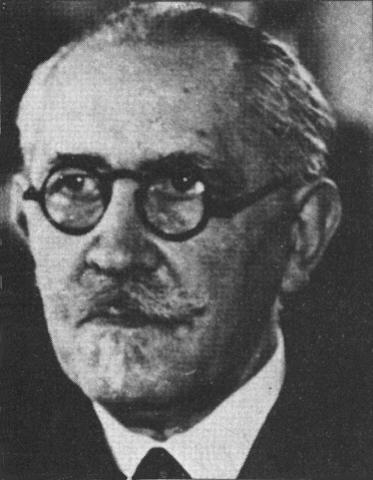
Paul Langevin (1872-1946), président de la commission de 1944 à 1946.

Le 8 novembre 1944, René Capitant — ministre de l'Éducation nationale du gouvernement provisoire de la République française (GPRF) présidé par Charles de Gaulle — institue donc par décret une commission d'études chargée de proposer une réforme de l'enseignement avec les moyens de la réaliser sous la présidence du physicien Paul Langevin (1872-1946) auquel succédera le psychologue Henri Wallon (1879-1962). Le projet de ladite commission — appelé plan Langevin-Wallon — prévoyait un premier degré obligatoire pour tous les élèves jusqu'à 18 ans et comprenant, après la maternelle, trois cycles : le premier de 7 à 11 ans, le second de 12 à 15 ans et le troisième de 16 à 18 ans. Projet prévoyant, comme celui de Jean Zay en 1937, et la suppression des classes enfantines et élémentaires des lycées et l'abolition des barrières ségrégatives entre cours complémentaires et classes de la 6e à la 3e des collèges (comprenant depuis 1941 les EPS) et des lycées par l'unification des programmes. De plus, pour le troisième cycle scolaire en trois ans — cycle de détermination — le projet prévoyait de rendre obligatoire la scolarité jusqu'à l'âge de 18 ans et donc la répartition de tous les élèves dans une des trois sections : la section pratique (dite depuis professionnelle) constituée par les écoles d'apprentissage et les centres d'apprentissage (devenus lycées professionnels), la section professionnelle (dite depuis technique ou technologique) constituée par les écoles professionnelles commerciales, industrielles, agricoles et artistiques et la section théorique (dite générale) constituée par les établissements préparant aux baccalauréats (humanités classiques, sciences pures, sciences techniques).
Mais ce projet n'est remis par la commission officielle que 31 mois plus tard au nouveau ministre Marcel Naegelen du 2d gouvernement Paul Ramadier qui vient de renvoyer les cinq ministres communistes (dont le vice-président du conseil Maurice Thorez). Le projet semble alors mort-né car le consensus de la Résistance et de la Libération a disparu avec la fin du tripartisme dans le nouveau contexte de guerre froide planétaire et d'inflation permettant à l'État de financer le coût de la guerre coloniale en Indochine.

### Généralisation de la mixité sous laVeRépublique
À la Libération, les lycées publics de jeunes filles se retrouvent donc quasiment dans la même situation qu'avant la guerre de 1939-1945. En effet, ils ont toujours leurs classes enfantines et élémentaires du « Petit lycée » et leur recrutement sociologique particulier est à peine atténué par la présence accrue d'élèves admises en seconde et venant notamment des classes de 3e des cours complémentaires. Élèves boursières ou non, mais particulièrement méritantes et issues par leurs parents des classes populaires. Ainsi, comme si rien n'avait apparemment changé depuis les années 1920 (voire 1880), les filles notamment de la bourgeoisie urbaine laïque peuvent toujours y faire leurs douze années d'études à partir du cours préparatoire (classe de 11e) jusqu'à la classe de terminale. Cette situation privilégiée, tant pour les personnels enseignants (notamment les agrégées) que pour les élèves des lycées publics de jeunes filles, va perdurer sous la IVe République et donc jusqu'en 1958.

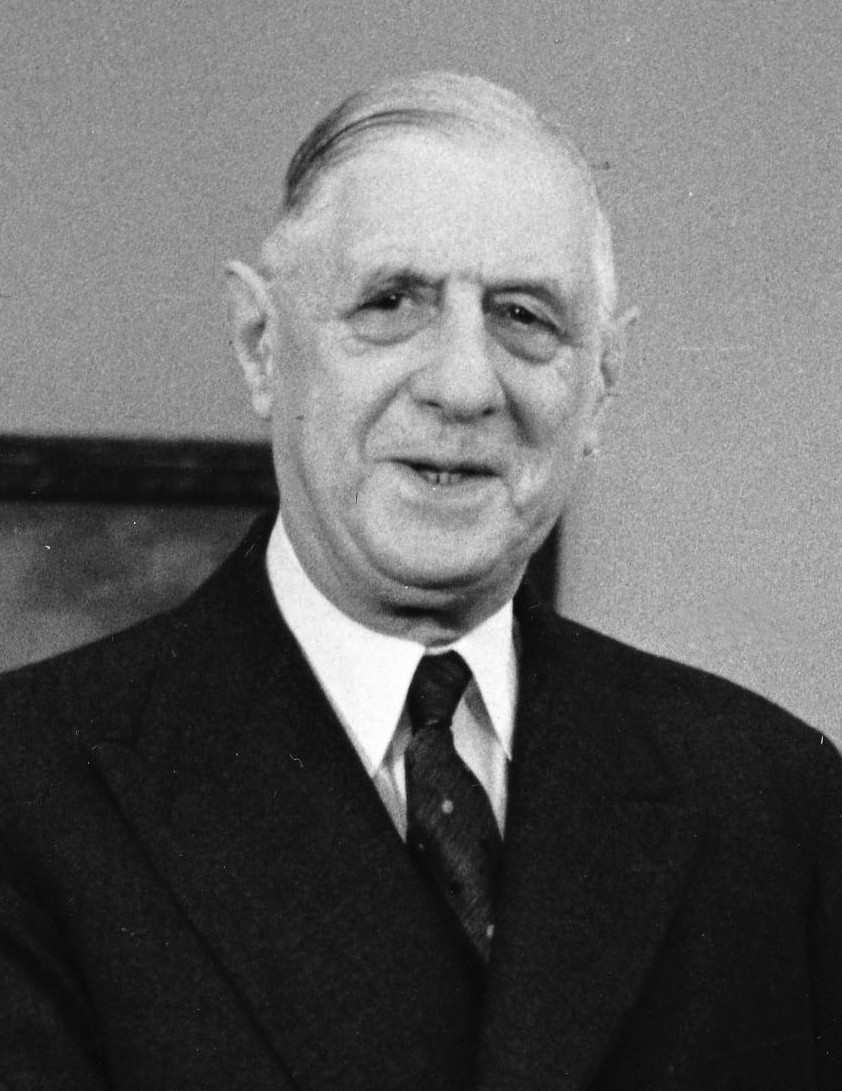
C. de Gaulle.

Finalement, c'est sous la Ve République, d'abord présidée par Charles de Gaulle de 1959 à 1969, que les réformes de l'enseignement envisagées par Jean Zay puis par la commission dite Langevin-Wallon seront en quelque sorte mises en œuvre, notamment avec la création à partir de 1963 des gros collèges d'enseignement secondaire (CES) indépendants des lycées et destinés à remplacer leurs classes de la sixième à la troisième. De ce fait et pour combler le retard dans ce domaine, de plus en plus d'élèves sont donc admis dans les classes de seconde, première et terminale. Les lycées, dont les effectifs augmentent, se démocratisent en relation avec la généralisation de leur mixité surtout après le grand mouvement social de 1968. Mais leur mixité sonne le glas des lycées publics de jeunes filles qui deviennent alors, comme les lycées de garçons, des « lycées mixtes » puis tout simplement des « lycées » et enfin des « lycées régionaux » pratiquement tous polyvalents car comprenant les trois voies : générale, technologique et professionnelle.
La « révolution par la loi », retardée pendant plus d'une génération par les forces conservatrices des années 1930 à 1950, a finalement bouleversé la structure et la vie des lycées publics de jeunes filles. Leur transmutation a permis à la société française d'adapter ses enseignements de masse à l'accélération de ses transformations dans le cadre d'une mondialisation croissante.

## Informations complémentaires à partir du lycée de jeunes filles de Nice (Alpes-Maritimes)
Par sa circulaire du 30 avril 1867 Victor Duruy, ministre de l'Instruction publique, institue pour les jeunes filles des cours secondaires publics et laïques qui doivent être organisés par les municipalités. À Nice, le 1er décembre 1868, la municipalité ouvre donc pour les jeunes filles un cours secondaire public comportant deux années réduites à cinq mois de cours par an.
À la suite de la loi Camille Sée du 21 décembre 1880 instituant les collèges et lycées publics de jeunes filles, le maire de Nice M. Borriglione et son conseil municipal sollicitent le 11 mars 1882 l'ouverture d'un lycée de jeunes filles provisoire. Prétextant que Nice est encore une petite ville (66 000 habitants), le ministère refuse le 13 octobre 1882 cette ouverture mais accepte celle d'une « école secondaire » publique avant la création définitive d'un lycée. Cette école secondaire comporte alors trois classes : d'abord une classe primaire préparatoire aux études secondaires puis les 1re et 2e années de la classe secondaire accueillant des élèves âgées de 12 à 20 ans. Le coût d'ouverture de cette École secondaire, évalué à vingt mille francs, est pris en charge pour moitié par la commune de Nice et pour moitié par l'État. À la rentrée d'octobre 1883, cette École secondaire publique passe de la place Charles-Félix de Savoie à la rue Catherine Ségurane avec l'ouverture d'une 3e année à vingt heures hebdomadaires de cours. Cette École secondaire fonctionnera jusqu'en 1887, les cours étant essentiellement assurés par les enseignants hommes du lycée de garçons.
C'est le décret ministériel du 28 juillet 1883 qui porte création à Nice d'un lycée de jeunes filles à externat simple, à externat surveillé et demi-pensionnat mais sans internat pour accueillir dans ses murs les jeunes filles des autres localités et communes du département des Alpes-Maritimes. Mais, compte tenu des coûts à engager et des délais requis tant pour l'acquisition du terrain que pour sa conception par l'architecte F. Aune puis pour sa construction, le lycée de jeunes filles de Nice n'ouvre ses portes que le 10 octobre 1887. C'est Mlle Rosset, née à Nice en 1852, titulaire du brevet supérieur et directrice de l'École secondaire, qui en devient la première directrice.

### L'organisation, le personnel et les classes du primaire et du secondaire des lycées de jeunes filles en 1896-1897
Les treize pages de la plaquette imprimée à l'occasion de la distribution des prix du 29 juillet 1897 fournissent de précieux renseignements sur la vie et l'organisation des lycées de jeunes filles en France à la fin du XIXe siècle.

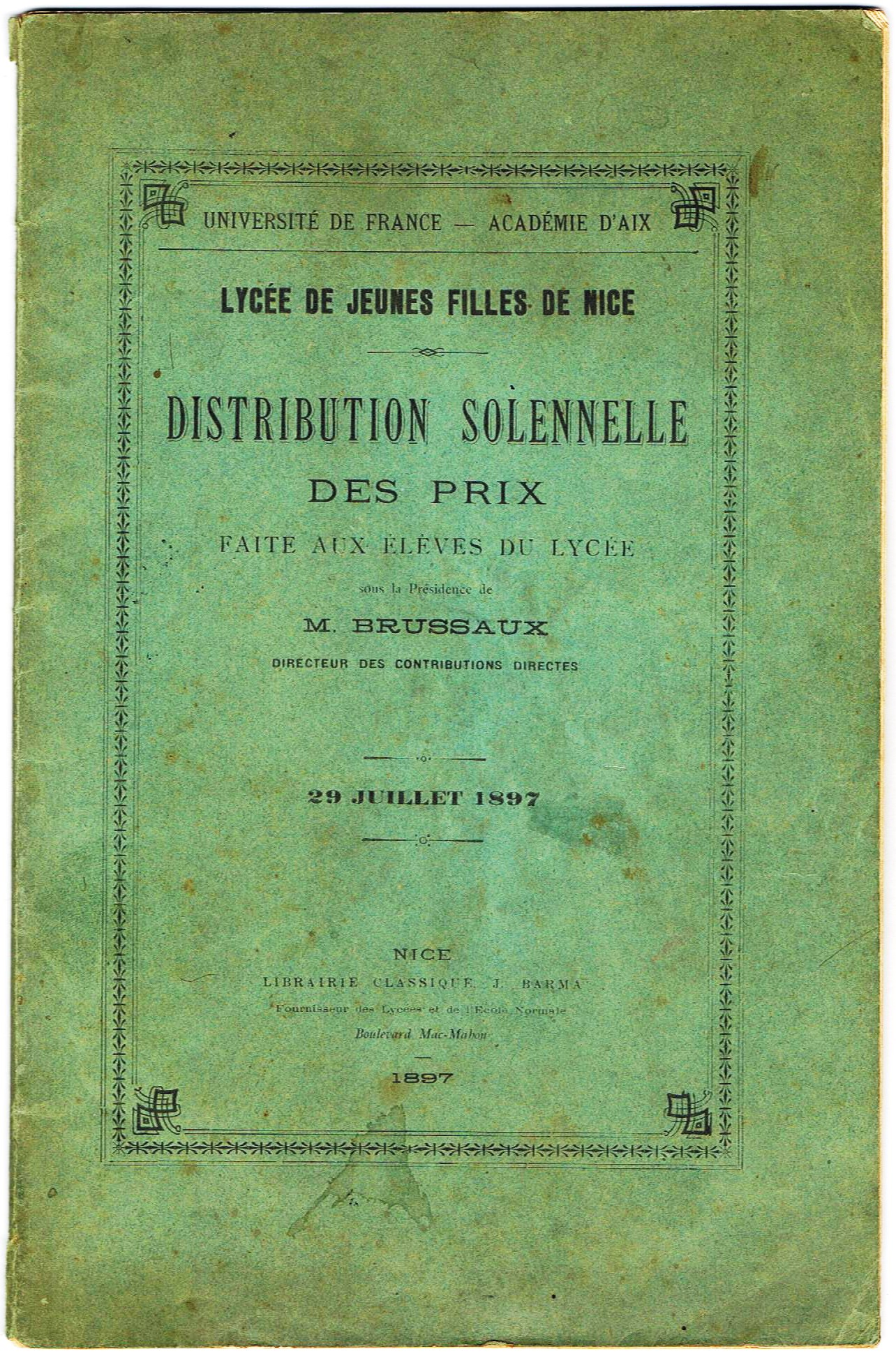
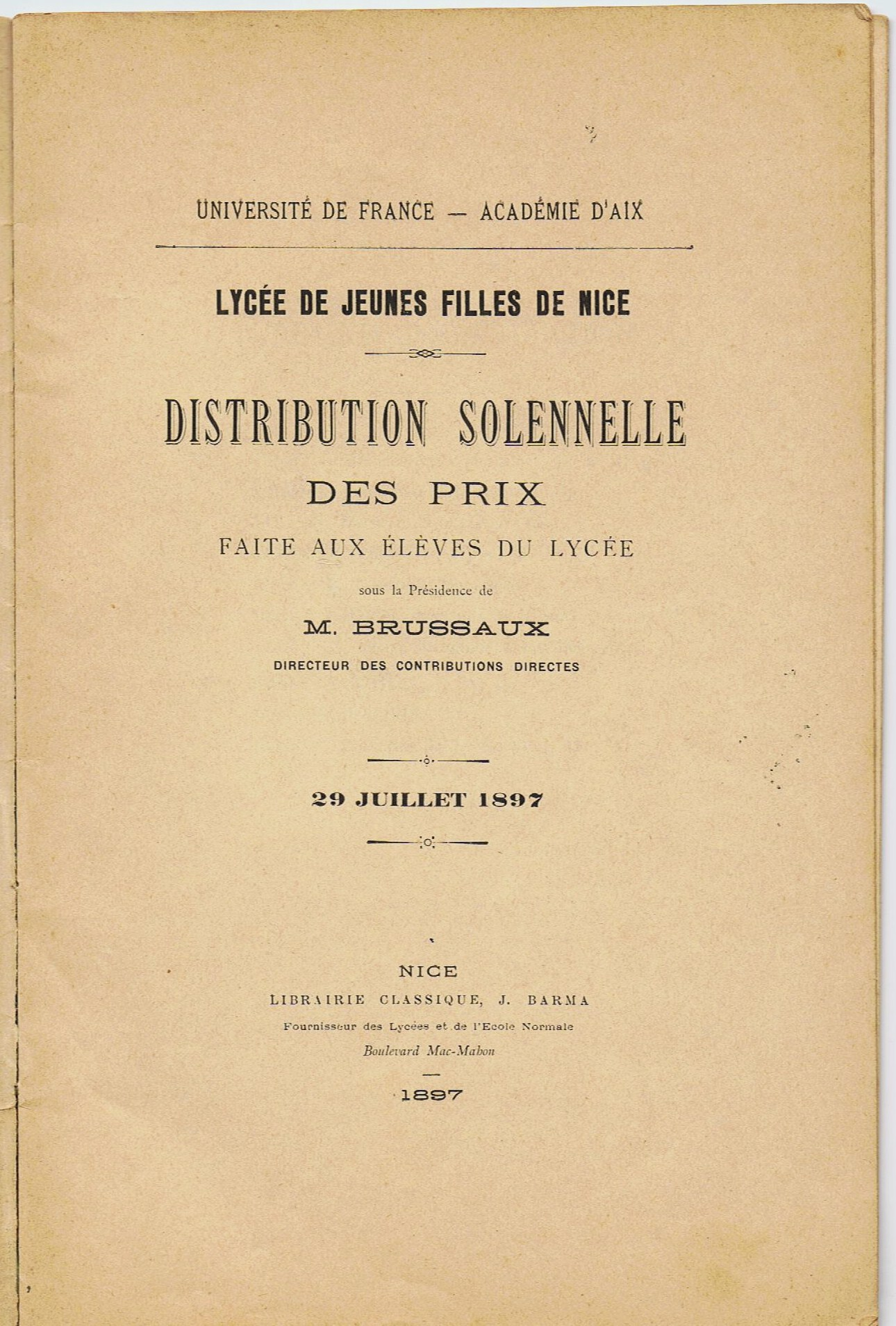
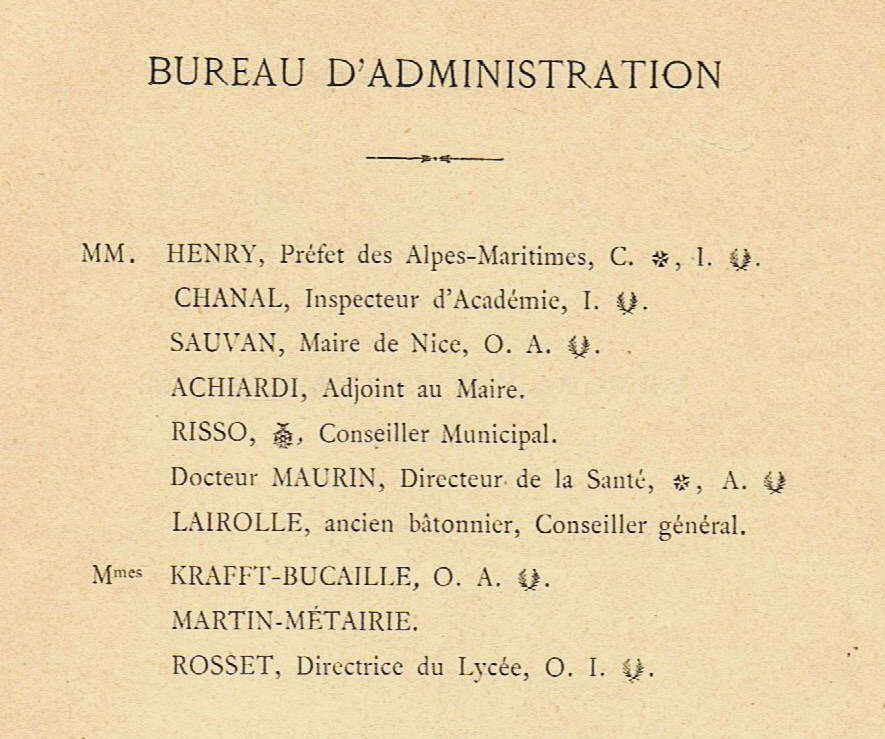
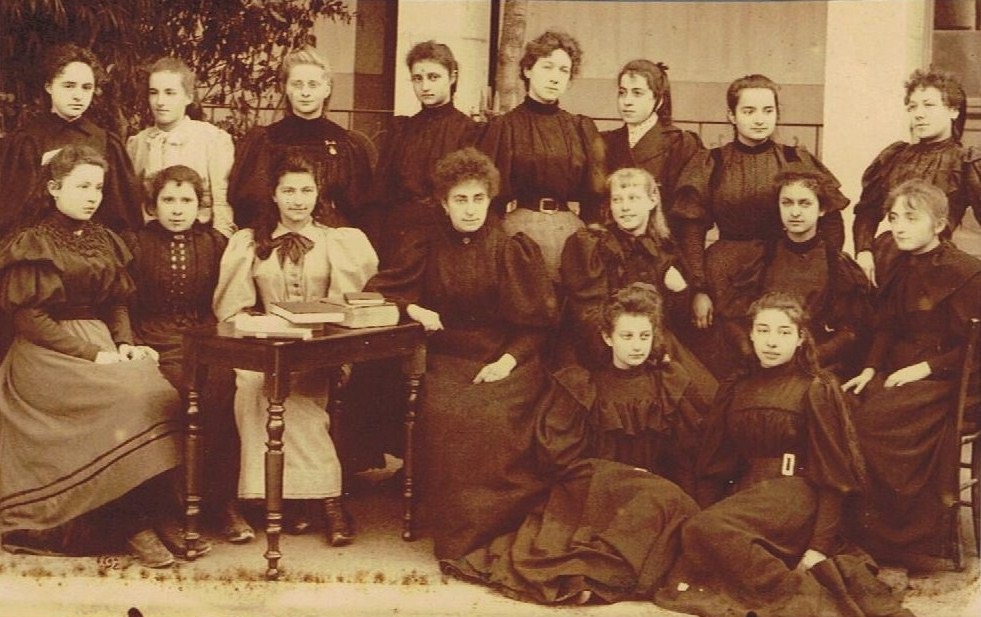
Mlle Bernal professeur agrégée de lettres avec ses élèves.
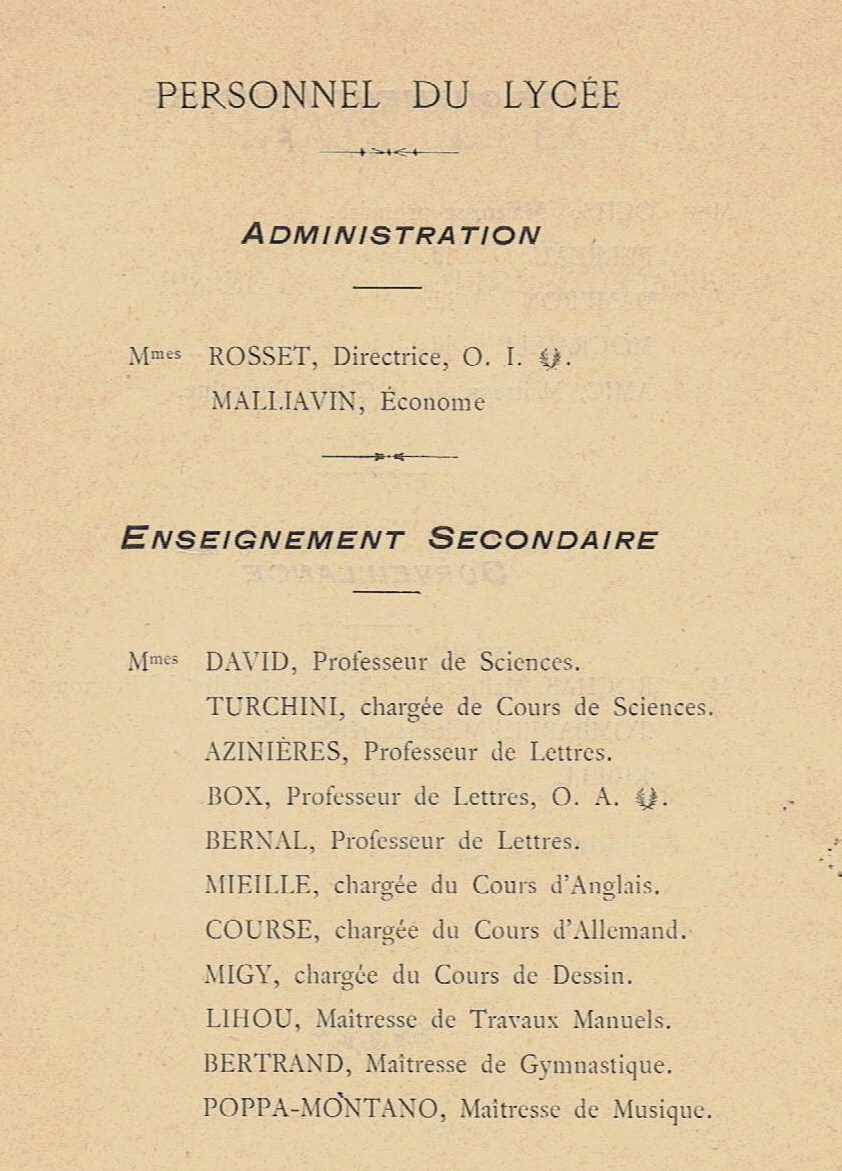
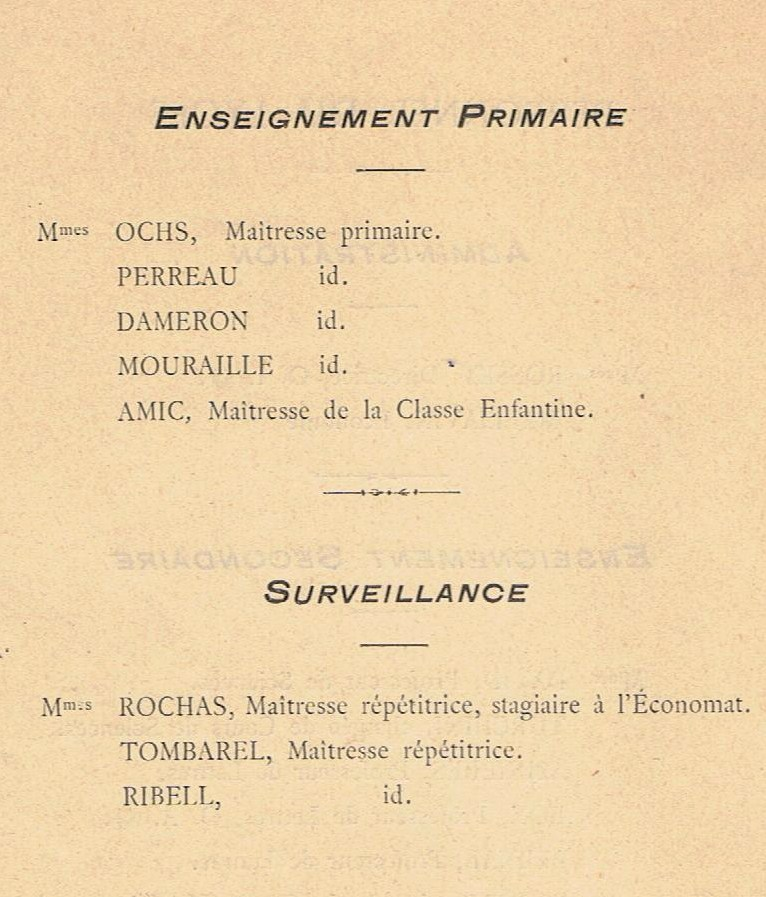
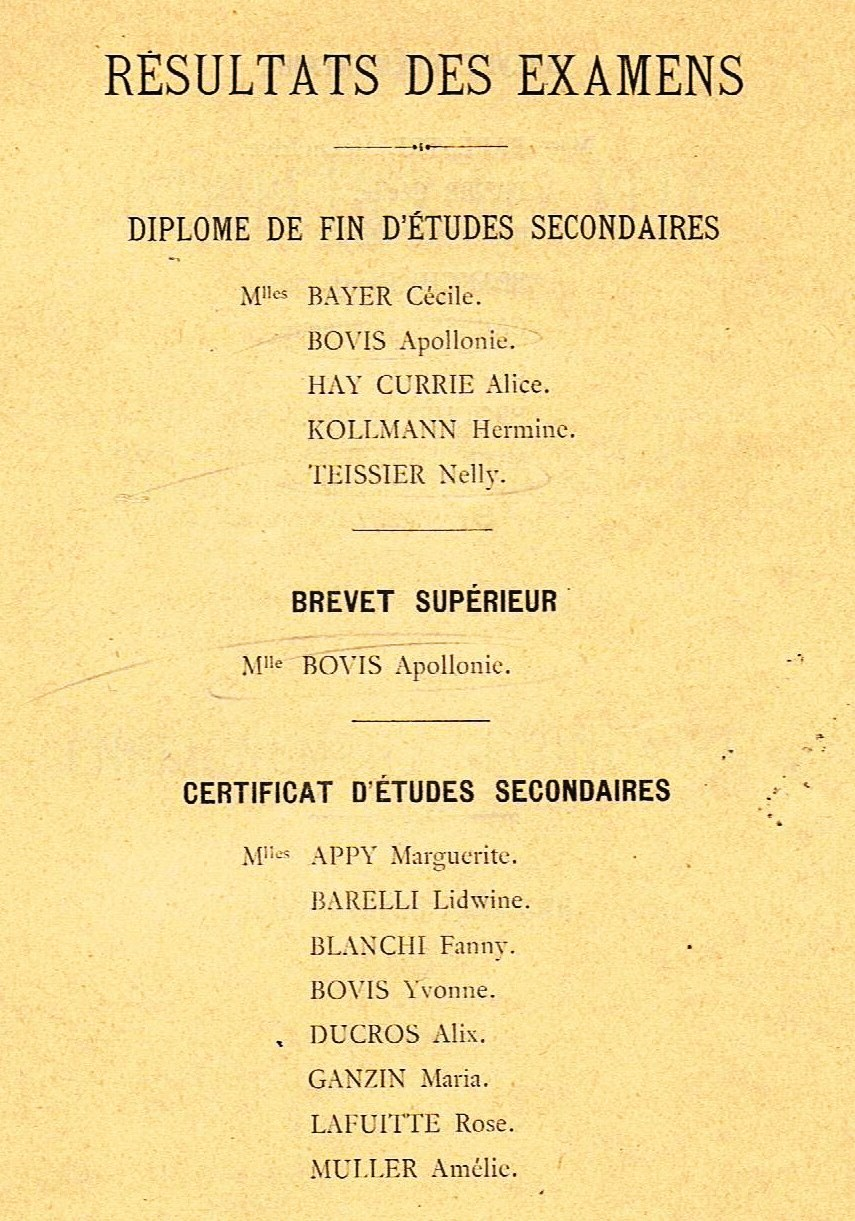
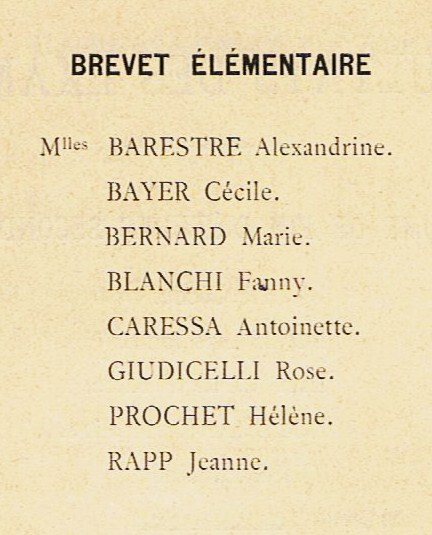
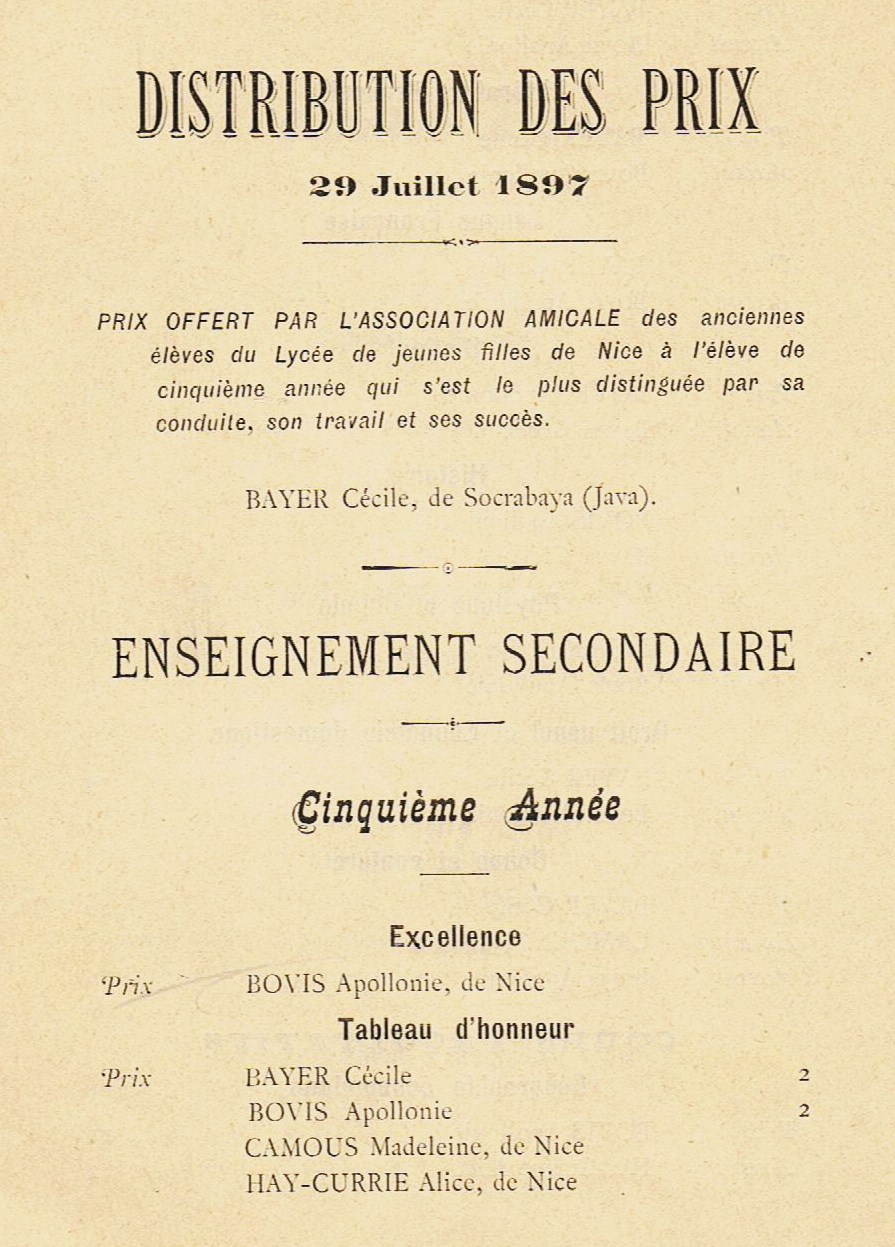
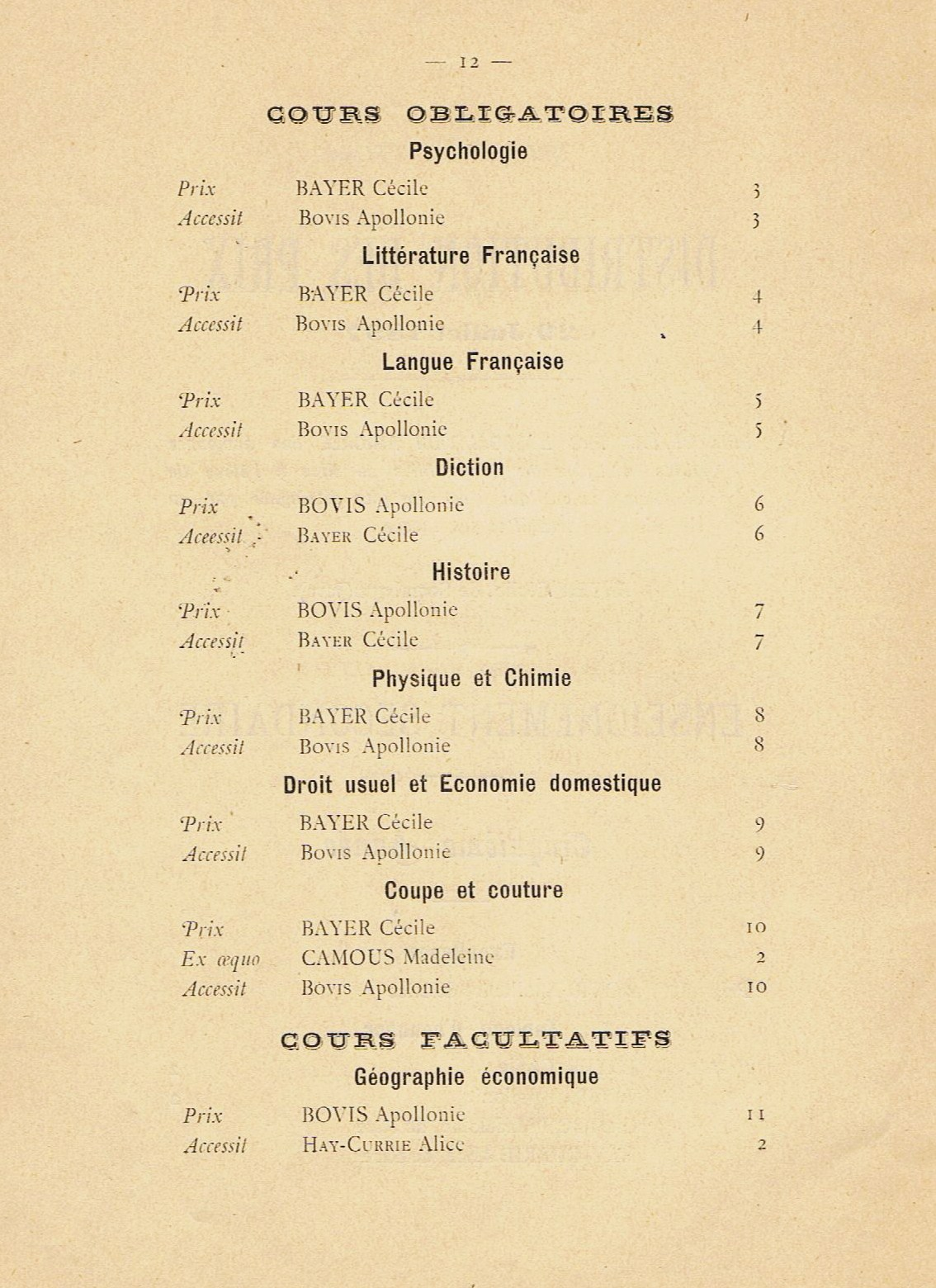
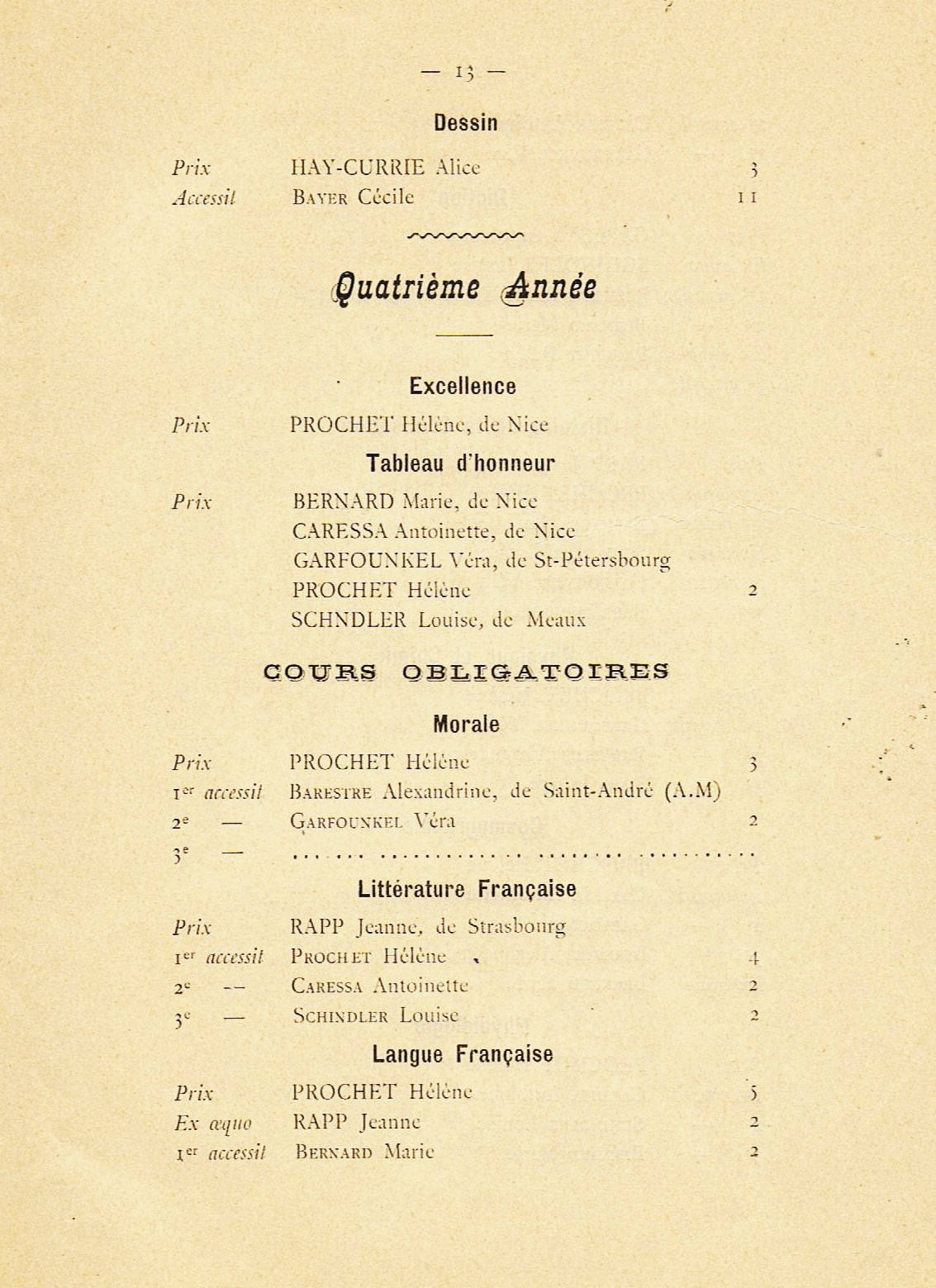
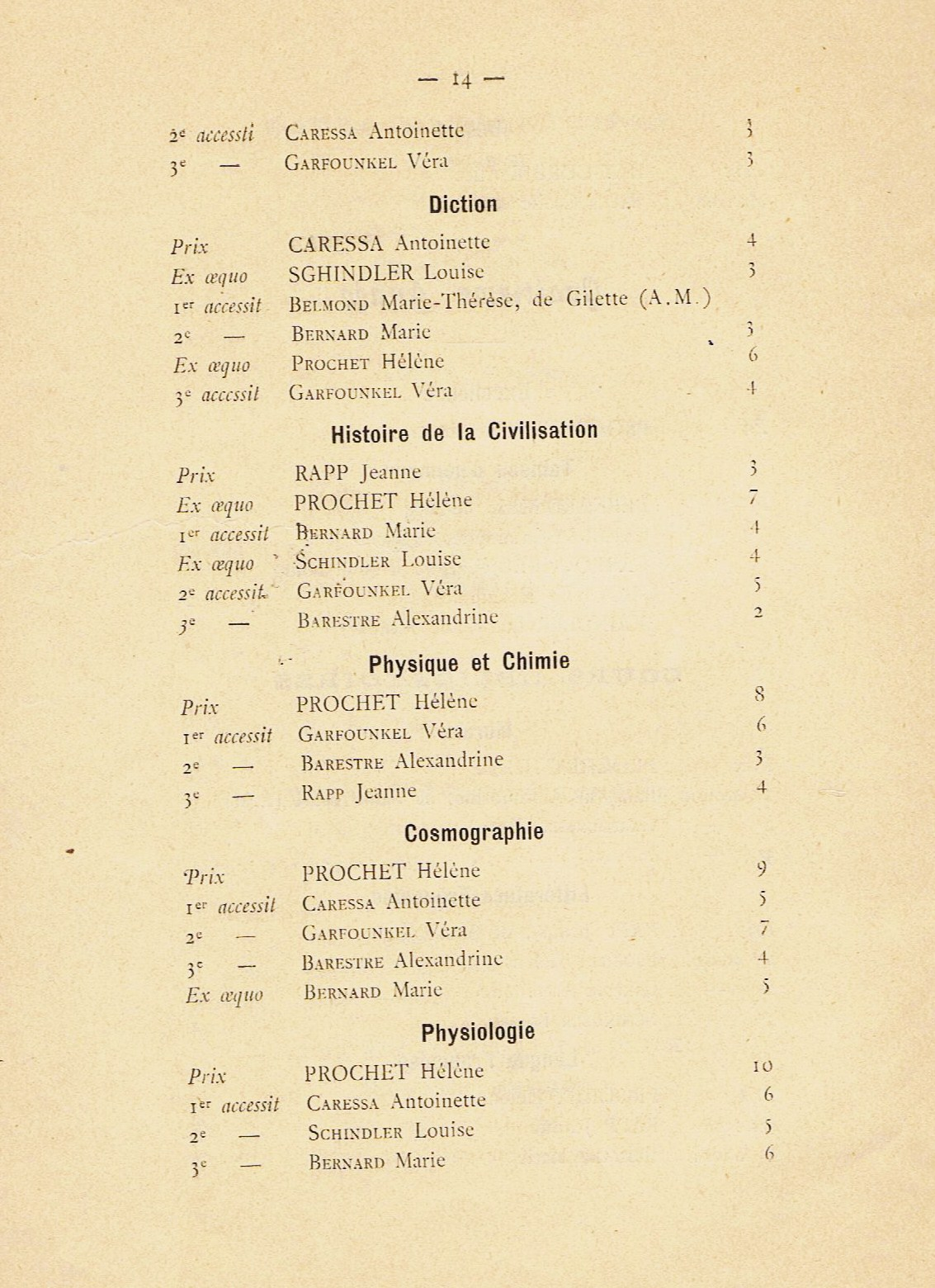
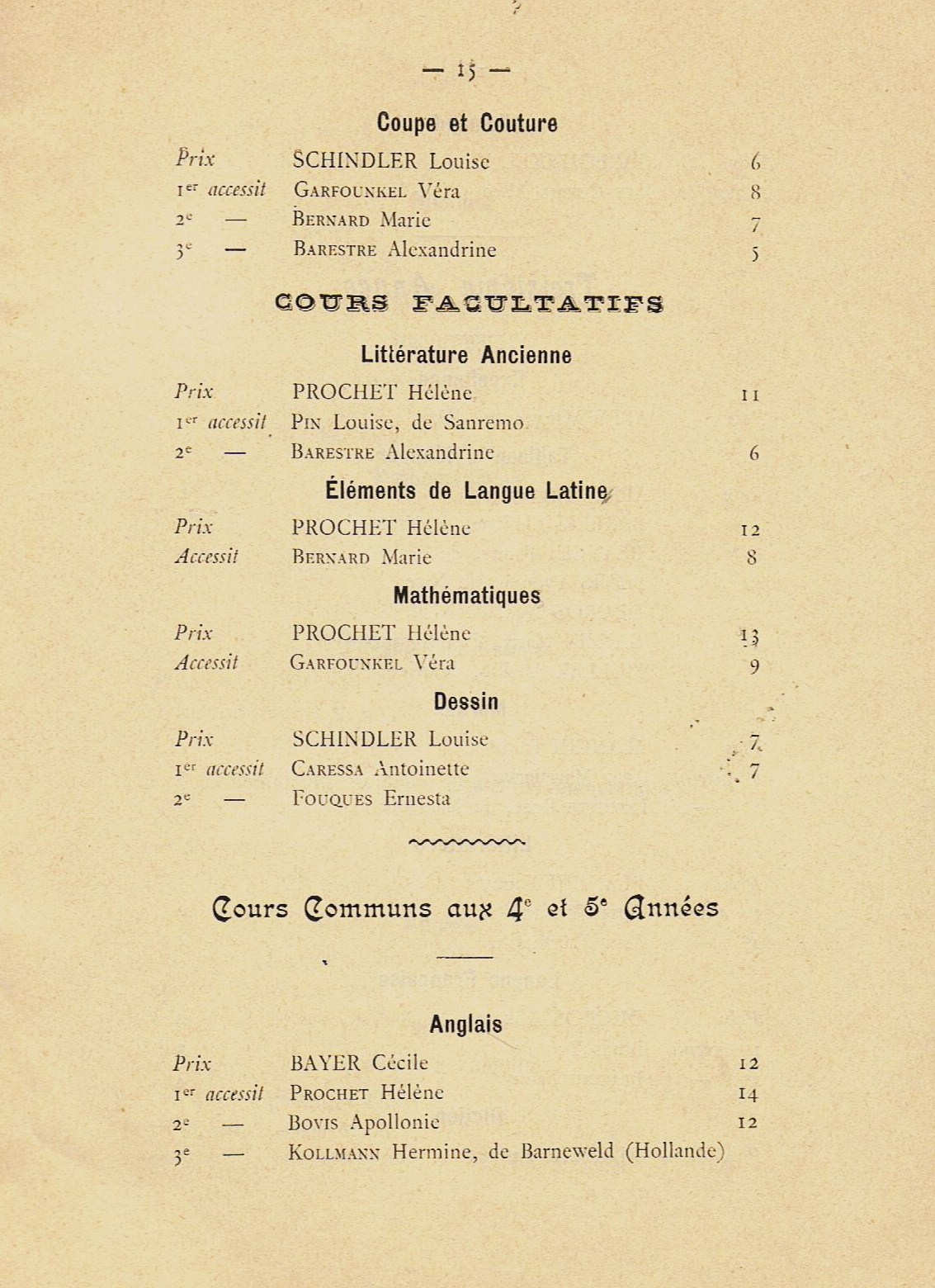
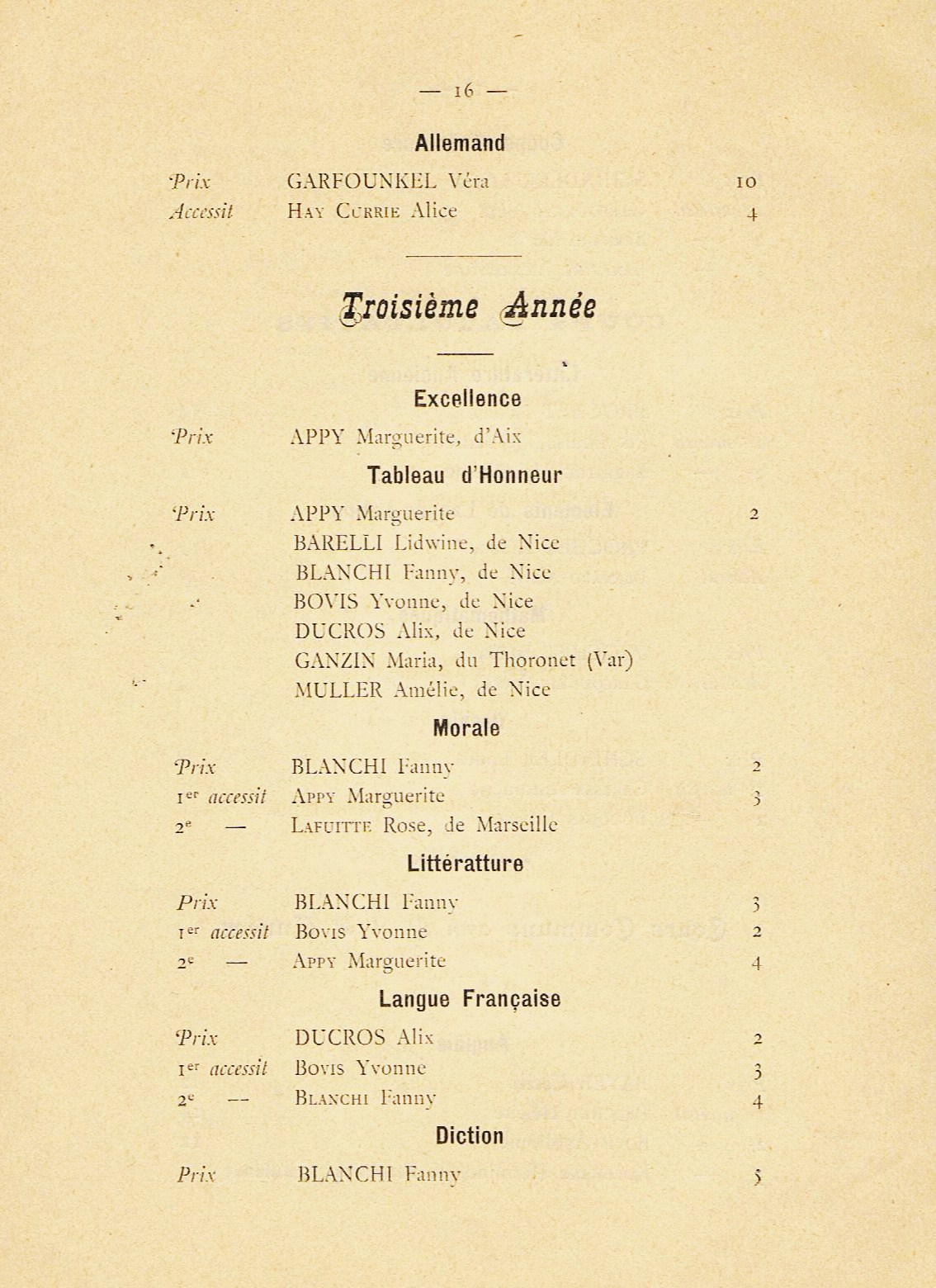
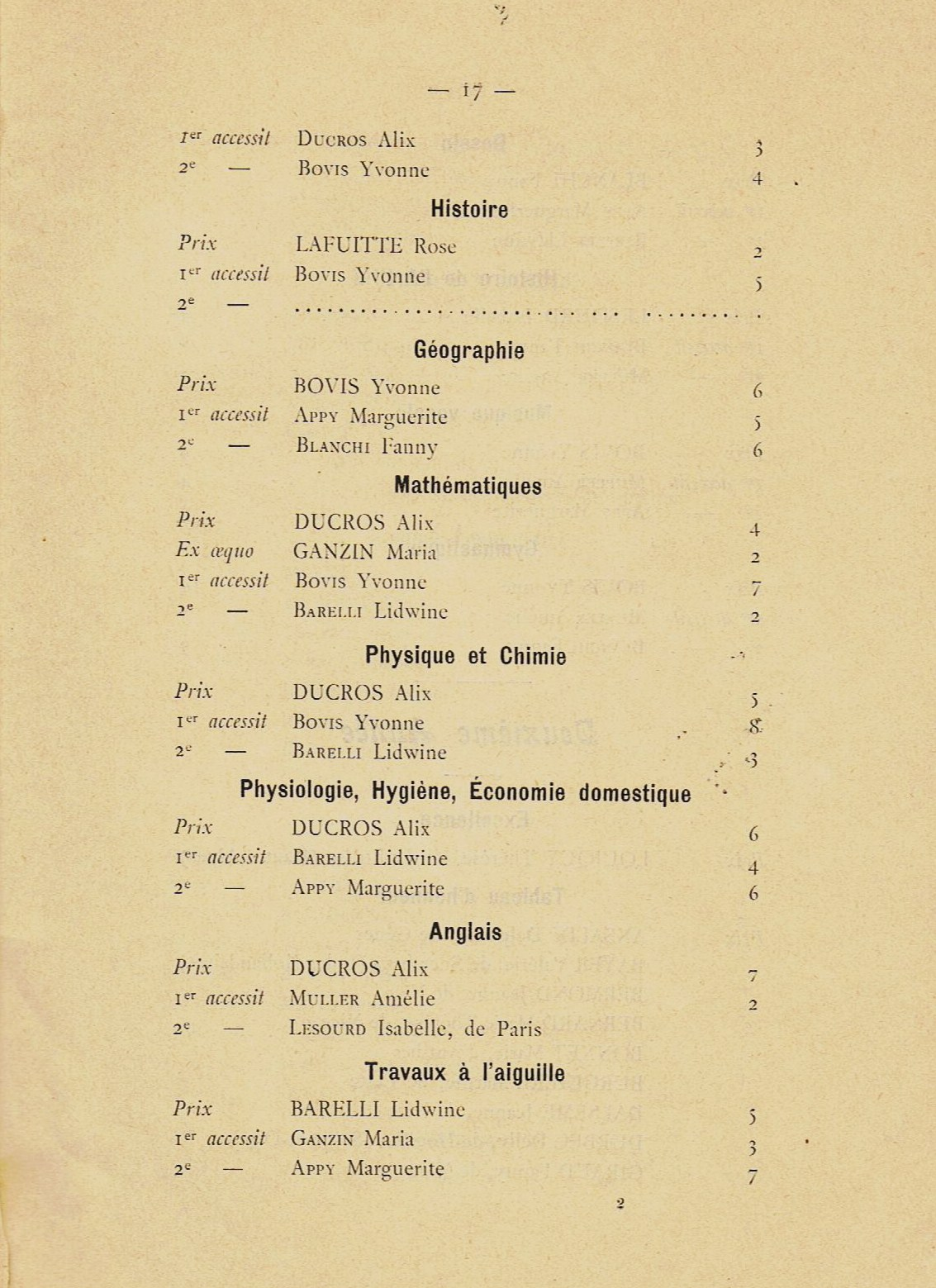

### Un tableau[18]des 89 membres du personnel du lycée pour la période 1897 à 1914
Sur ces 89 femmes, on comptera alors 26 femmes mariées seulement (29,2 %) pour 63 célibataires. On comptera six femmes pour l'administration du lycée dont une agrégée, trois étant titulaires du brevet supérieur et deux du diplôme d'études secondaires. Pour les 83 enseignantes, on comptera 17 professeurs agrégées, 12 chargées de cours (1 Brevet élémentaire, 10 certificats d'aptitude et une licenciée), 5 maîtresses dont 2 pour la musique (1 BE et 1 BS), 2 pour la gymnastique (1 BS et 1 CA) et une pour les travaux à l'aiguille (1 CA), 35 répétitrices (23 BS, 1 certificat d'études secondaires) et 14 institutrices pour les classes élémentaires (14 BS plus une ayant aussi le baccalauréat et trois le CA).
Sur les 83 enseignantes du lycée, on comptera donc durant cette période 39 titulaires du brevet supérieur soit près de la moitié (47 %). C'est que le brevet supérieur de capacité à l'enseignement — diplôme clef de voûte du cursus dit « populaire » — est plus valorisant pour les femmes désirant enseigner que le diplôme de fin d'études secondaires qui n'est d'ailleurs délivré que dans les lycées de jeunes filles. Quant aux professeurs agrégées, on n'en comptera que 17 sur les 69 enseignantes du secondaire proprement dit soit 25 % seulement. Et cela à l'image des autres lycées de jeunes filles en France à la même époque.

### Quelques photos d’élèves des classes du secondaire proprement dit

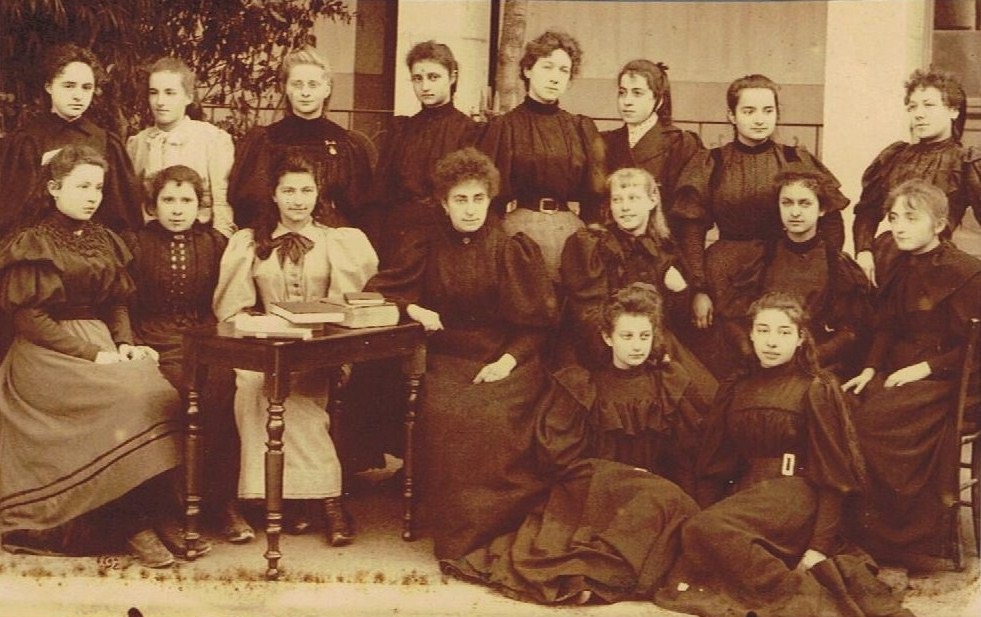
Année scolaire 1894-1895 – classe de 3e année de la scolarité en cinq ans.
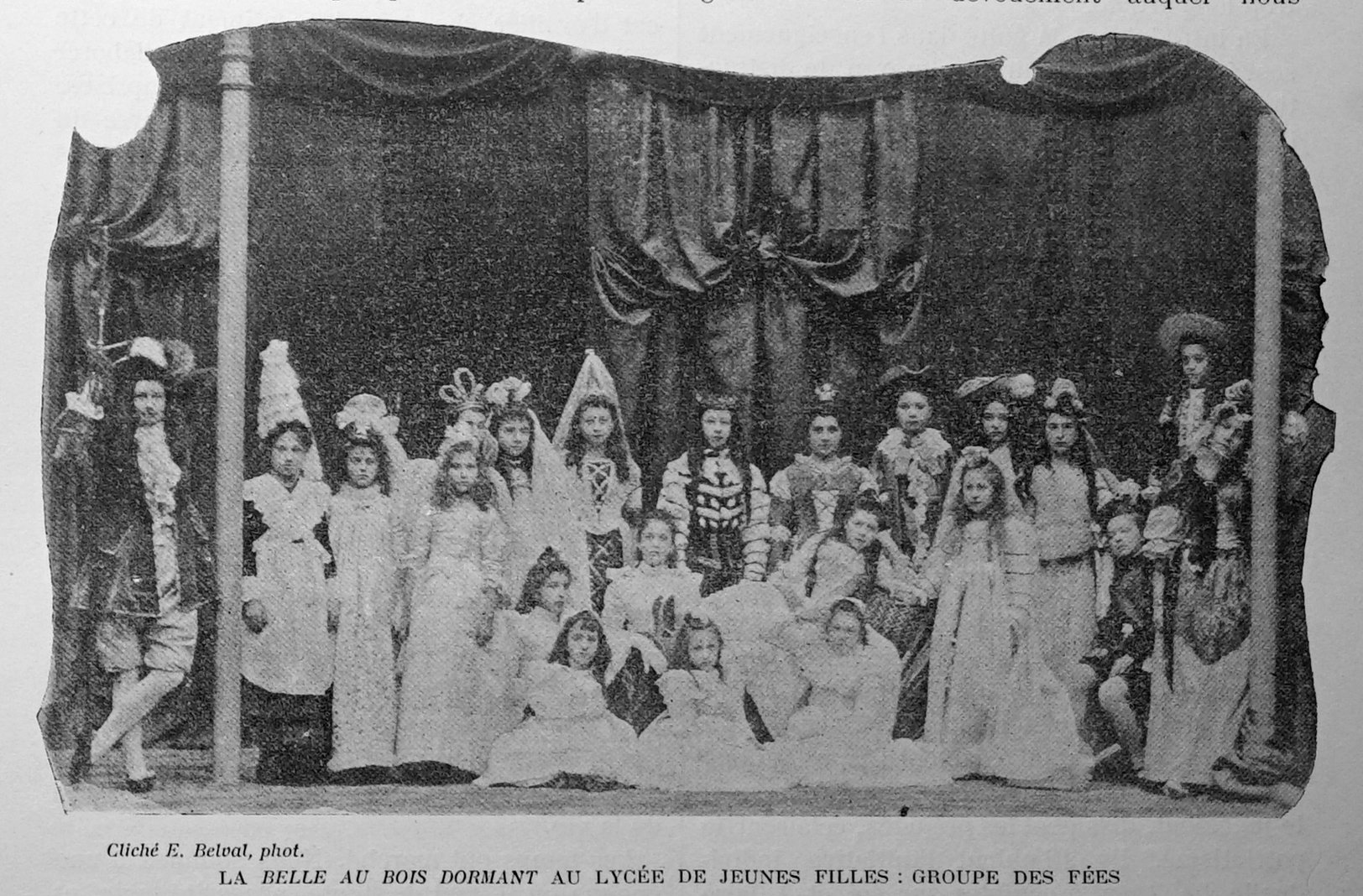
Lycée de Reims représentant la Belle au bois dormant.
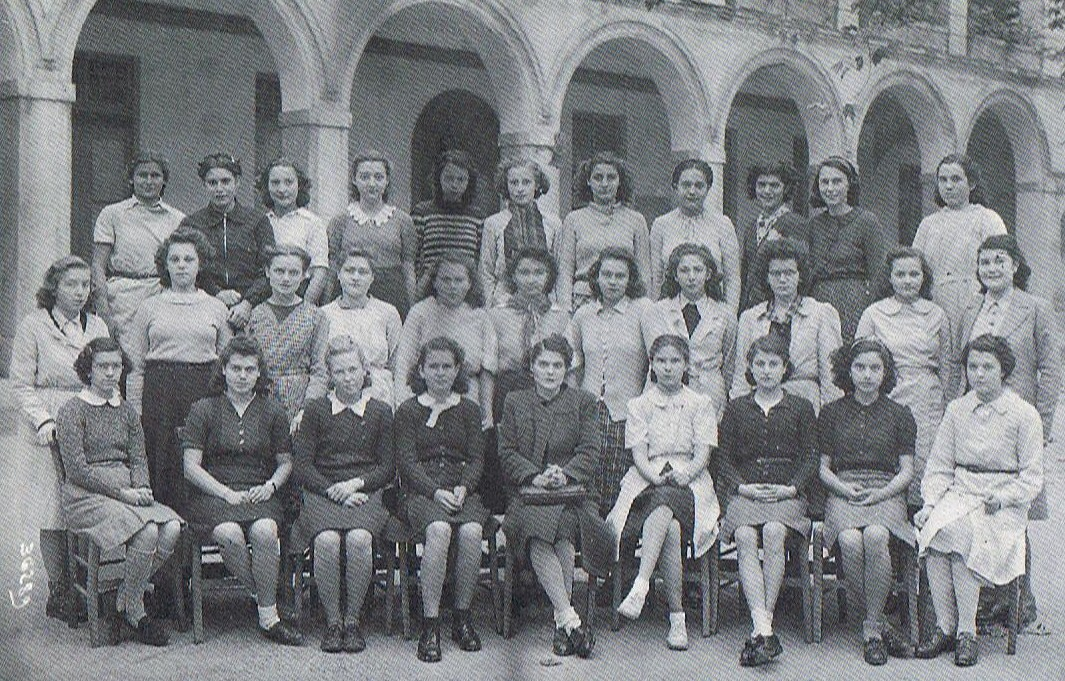
Année scolaire 1941-1942 – classe de 2AA'1 avec Simone Veil-Jacob en haut à gauche.
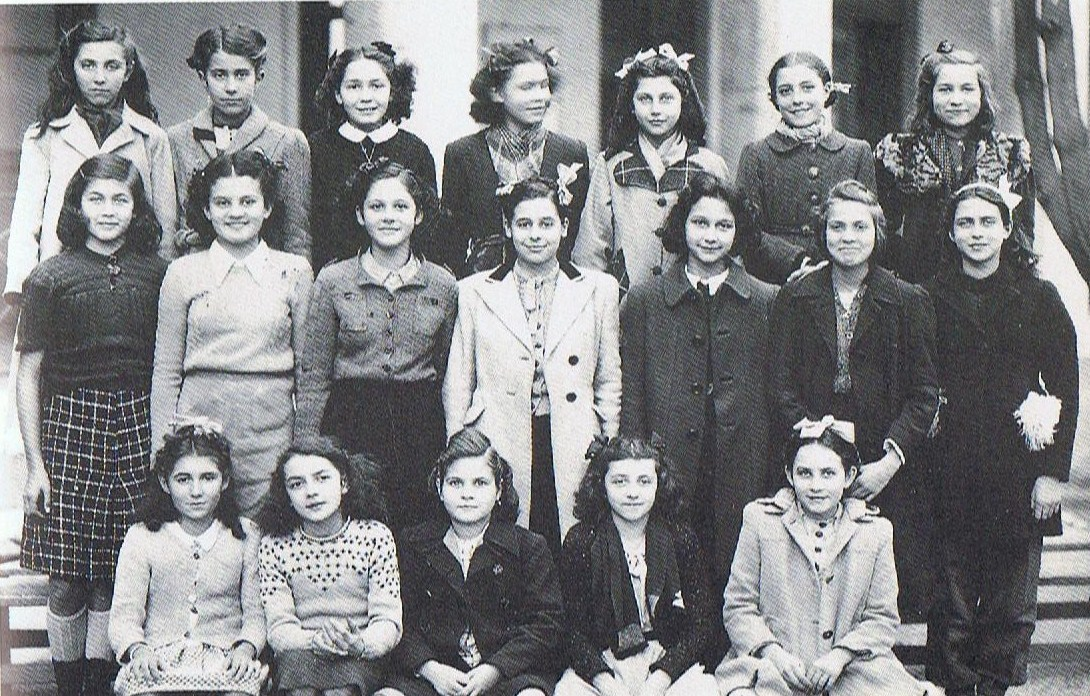
En 1946 – classe de 6e 1.
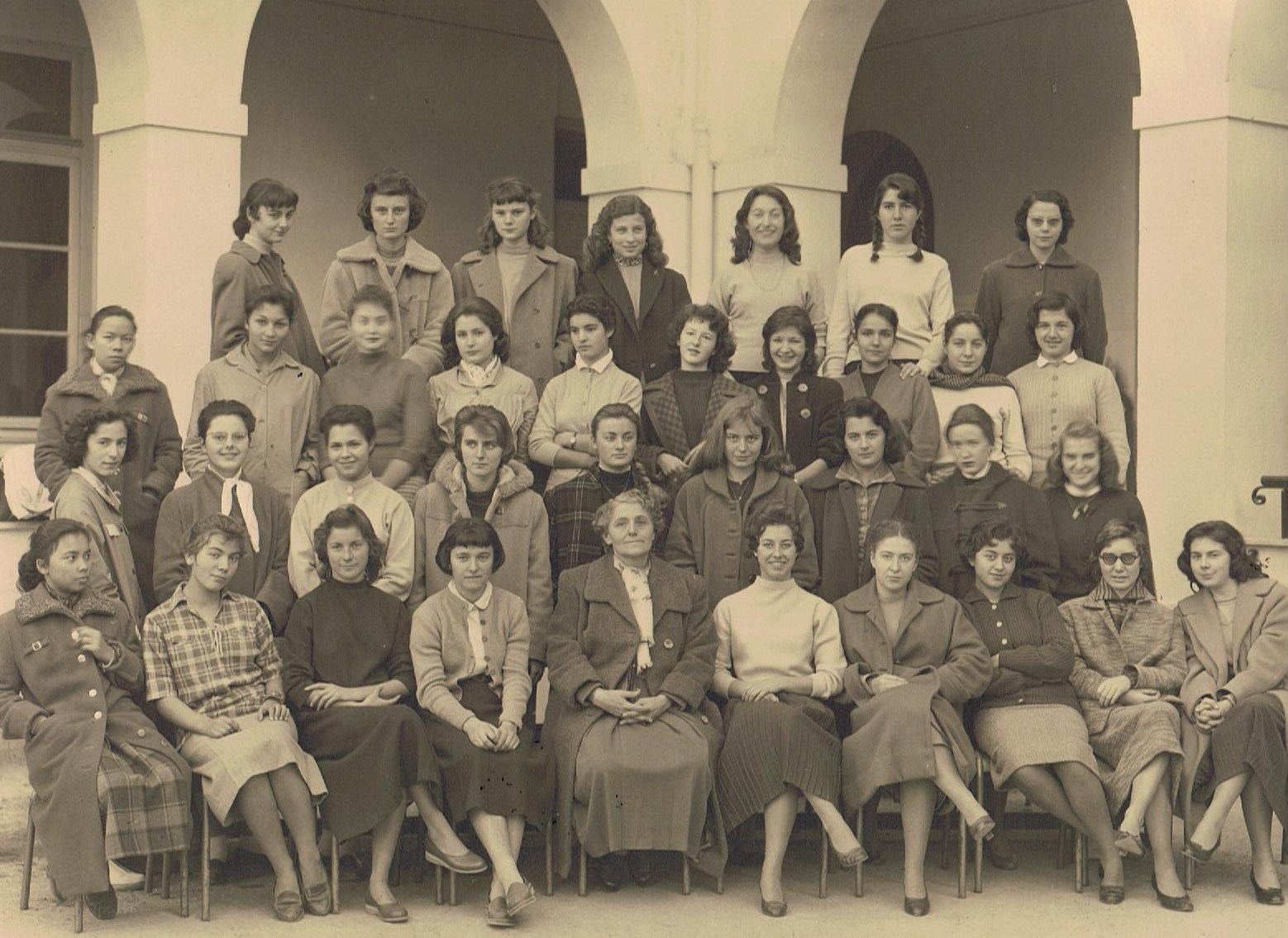
Année scolaire 1956-57 – classe de 1re AB1 latin-grec.

Après le mouvement social de mai 1968 qui n'a pas épargné le lycée de jeunes filles de Nice, la tenue vestimentaire rigoriste antérieure a laissé la place à une modernité certaine. Et surtout, la mixité introduite à la rentrée 1969 avec la présence des 33 premiers garçons pour 2 039 filles, sonne la fin du lycée de jeunes filles et le début d'une nouvelle histoire, celle du lycée mixte.
L’ancien lycée de jeunes filles de Nice a pris le nom de lycée Albert-Calmette en 1962.

## Anciens lycées de jeunes filles (date d'ouverture)
Entre 1881 et 1896, on créé 32 lycées et 28 collèges. En 1900, on compte 40 lycées. En 1907, il y a « 103 établissement de jeunes filles (47 lycées et 56 collèges », en 1931 il y en a « 206 (74 lycées, 97 collèges, 35 cours secondaires ». En outre, on compte en 1907 « 297 professeurs agrégées et 324 certifiées ou licenciées » et en 1931 « 869 professeurs agrégées et 997 certifiées ou licenciées ». Enfin, il y a en 1907 25 000 élèves, contre 60 000 en 1931.
Les premiers lycées de jeunes filles des années 1880, à l'inverse des nouveaux lycées de garçons qui sont construits ex nihilo et donnent naissance à des bâtiments au style monumental, sont plus modestes. Ainsi, à Paris, les lycées Fénelon et Lamartine sont installés dans d'anciens hôtels particuliers, tandis que le lycée Racine est édifié sur une parcelle étriquée et en pente.
Concernant les résultats et les rapports entre filières, on compte en 1914, 412 élèves qui réussissent leur baccalauréat section philosophie, contre 69 leur baccalauréat section mathématiques.
Aix-en-Provence

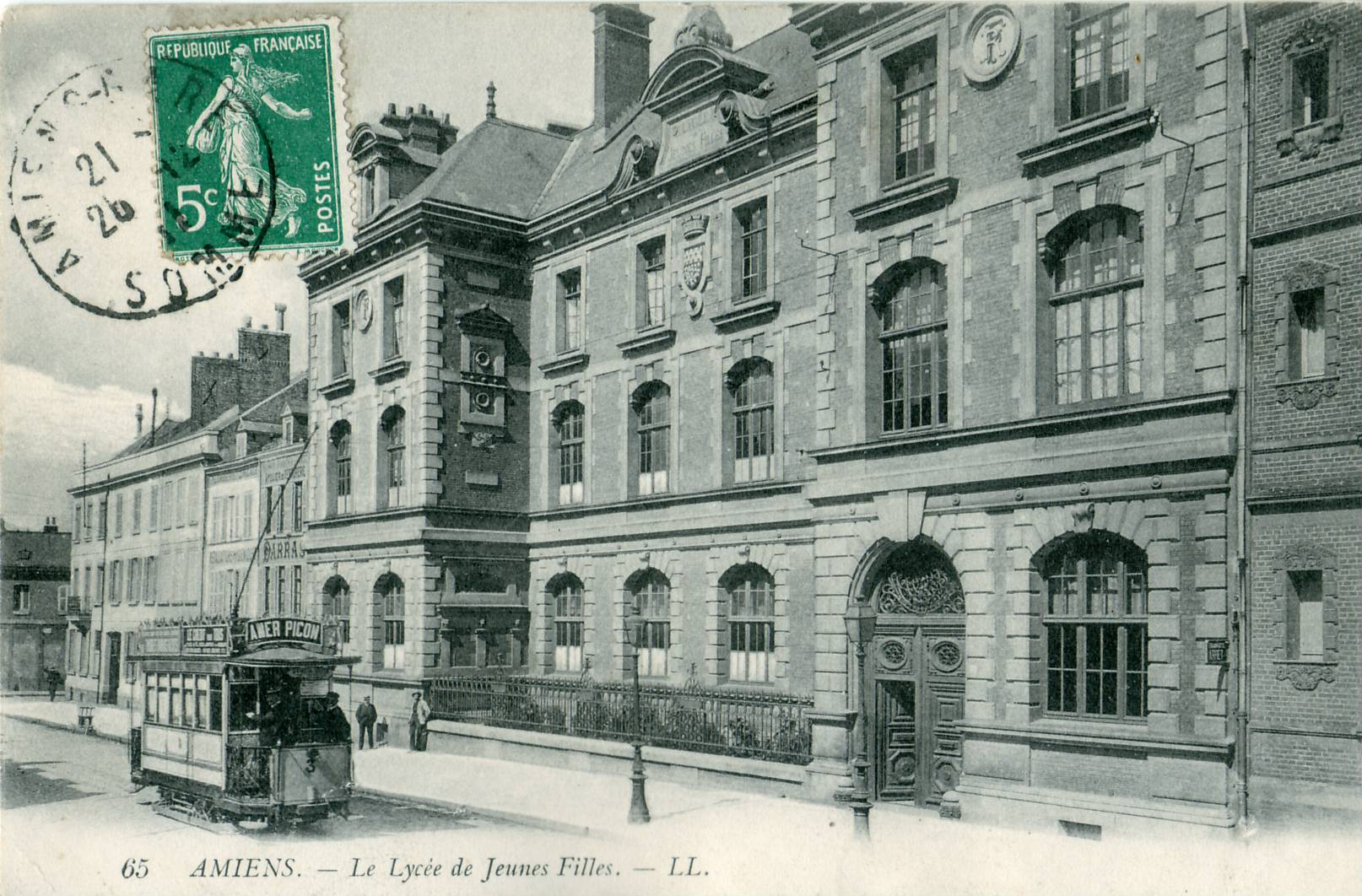
Le lycée de jeunes filles d'Amiens.

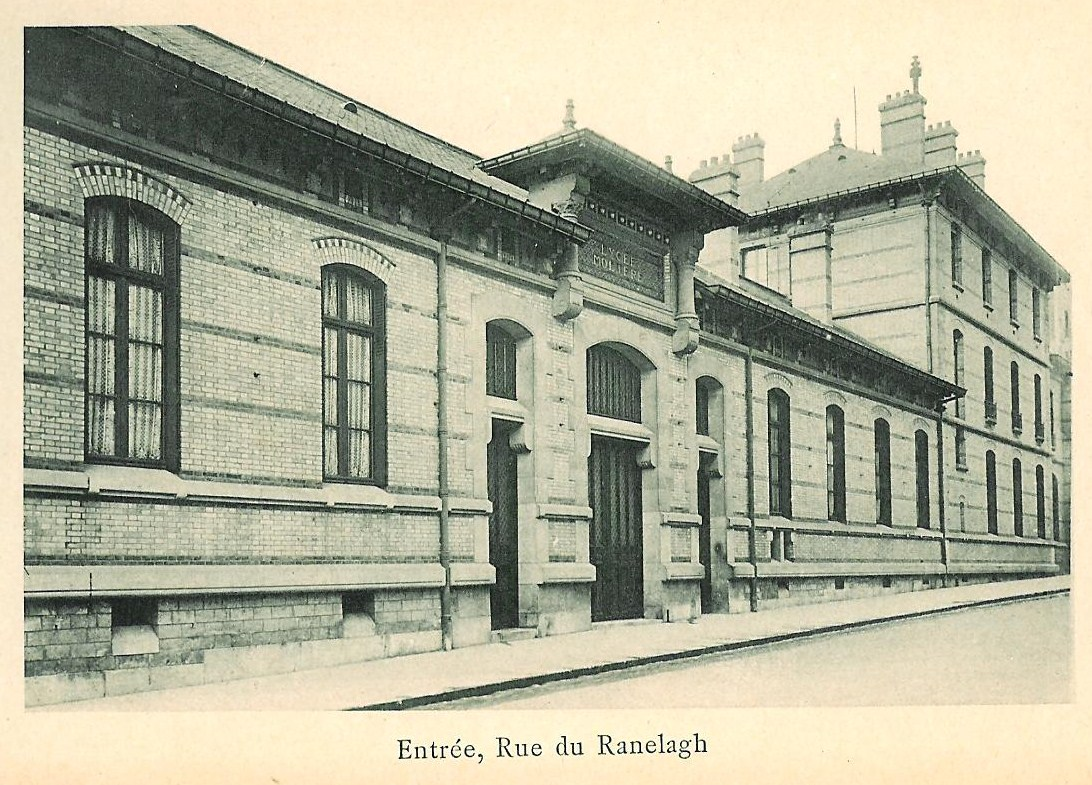
Le lycée Molière (Paris).

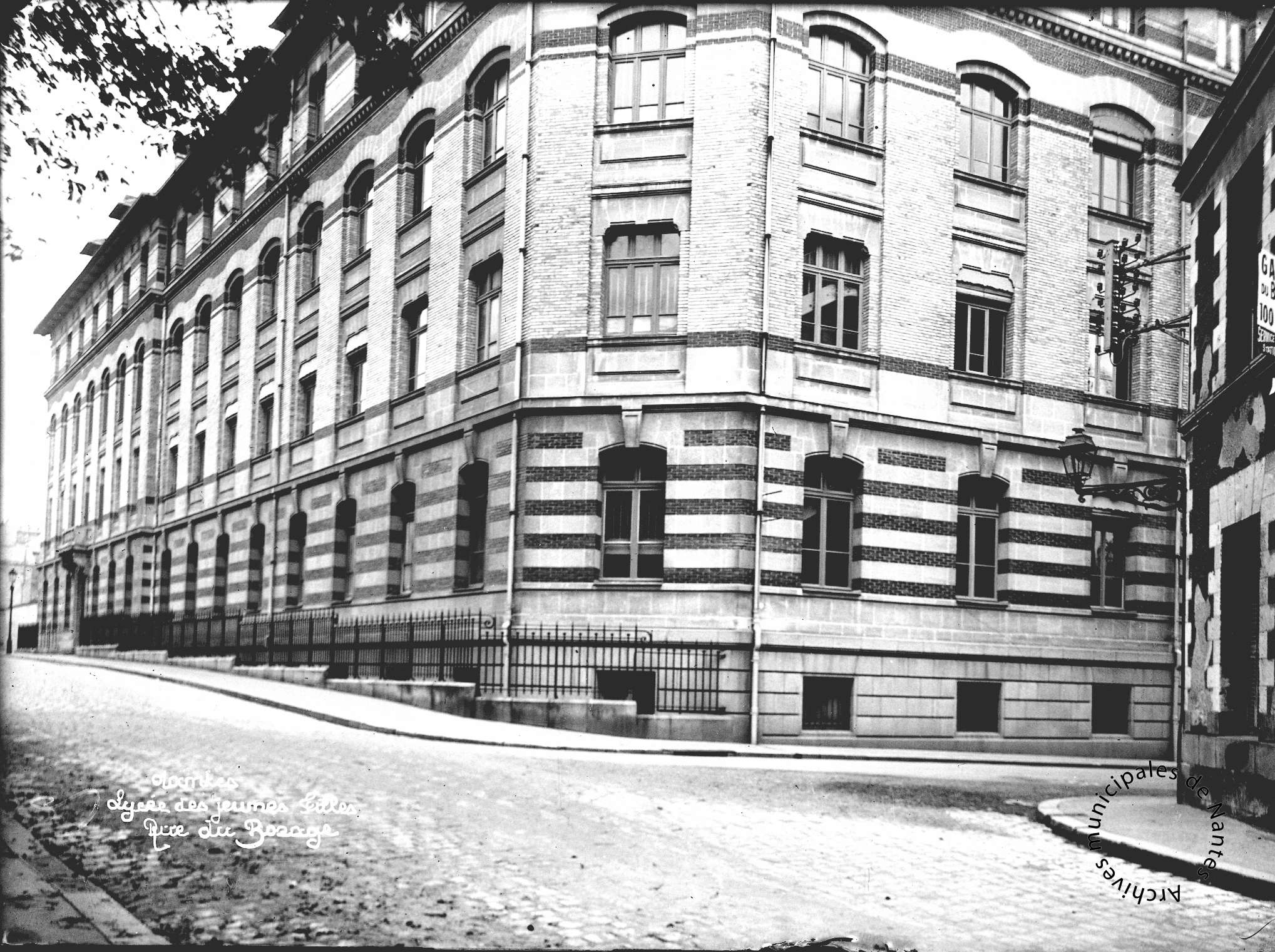
Le lycée de jeunes filles de Nantes.

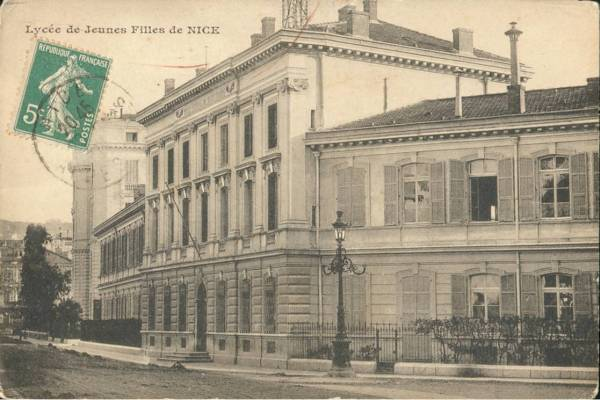
Le lycée de jeunes filles de Nice.

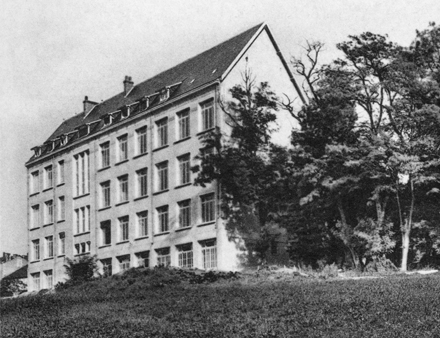
Le collège de jeunes filles de Périgueux.

- initialement place des Prêcheurs, déménage en 1962 et prend le nom de lycée Paul-Cézanne

Amiens
- lycée Madeleine-Michelis, sous le nom de « Lycée de jeunes filles d'Amiens ».

Angers
- lycée Joachim-du-Bellay (1913).

Arras
- lycée Gambetta

Besançon
Béziers
Bourges
- lycée Jacques-Cœur

Bordeaux
- lycée Camille-Jullian (1883), sous le nom de « Lycée Barada » puis « Lycée Mondenard ».

Caen
- lycée Augustin-Fresnel (1914)

Chartres
Clermont-Ferrand
- Lycée Jeanne-d'Arc (1899).

Laval
- lycée Douanier-Rousseau (1905), sous le nom de « Lycée de jeunes filles de Laval ».

Le Havre
- lycée de jeunes filles du Havre.

Le Mans
- lycée Berthelot (1906).

Limoges
Lons-le-Saunier
Lyon
- lycée Édouard-Herriot (1882) ;
- lycée Juliette-Récamier (1957) ;
- lycée Louis-Lumière (1960).

Marseille
- actuel collège Longchamp (1906).

Montbeliard
Montpellier
- lycée Georges-Clemenceau, le premier lycée de jeunes filles de France (1881).

Nancy
- lycée Jeanne-d'Arc (1900)[24],[25].

Nantes
- lycée Gabriel-Guist'hau (1882).

Neuilly-sur-Seine
- il existait au no 34 avenue de Madrid un lycée de jeunes filles, ancien château de Saint-James, propriété de la duchesse d'Abrantès pendant le Premier Empire[26].

Nice
- lycée Albert-Calmette (1883).

Nîmes
- lycée de jeunes filles de Nîmes (1882)[27].

Paris
- lycée Fénelon (1883) ;
- lycée Racine (1886) ;
- lycée Molière (1888) ;
- lycée Lamartine (1893) ;
- lycée Victor-Hugo (1895) ;
- lycée Victor-Duruy (1912) ;
- lycée-collège Jules-Ferry (1913) ;
- lycée Camille-Sée (1934) ;
- lycée Jean-de-La-Fontaine (1938) ;
- lycée Hélène-Boucher (1939).

Périgueux
- lycée Laure-Gatet (1906).

Poitiers
- lycée Victor-Hugo (1921).

Reims
- Lycée Jean-Jaurès.

Rouen
- lycée Jeanne-d'Arc (1882).

Saint-Germain-en-Laye
- lycée Claude-Debussy (1913).

Saint-Quentin
Sceaux
- lycée Marie-Curie (1937).

Strasbourg
- lycée international des Pontonniers (1918).

Suresnes
- lycée Émile-Zola (1960).

Toulouse
- lycée Saint-Sernin (1884).

Tours
- lycée Balzac (1883).

Troyes
- Lycée Marie de Champagne.

Versailles
- lycée La Bruyère (1894).

Vichy
- lycée des Célestins

### Colonies
Algérie française
- lycée de jeunes filles d'Alger : lycée Fromentin / Descartes (1916)[28]
- lycée de jeunes filles d'Oran (1887)[29]

- lycée de Constantine (1916).

Maroc français
- lycée de jeunes filles de Rabat, devenu le lycée Lalla-Aïcha.

Tunisie française
- lycée Habib Thameur de Bizerte (1925).